# Chevrolet Corvette
Pour les articles homonymes, voir Chevrolet (homonymie) et Corvette.
La Chevrolet Corvette (ou Corvette en Europe) est une voiture de sport GT du constructeur automobile américain Chevrolet (de General Motors) déclinée en huit générations C1 à C8 depuis 1953, et quelques concept-cars Chevrolet Corvette prototypes.

## Histoire
Le premier concept car Chevrolet Corvette C1 (du chef-designer américain de General Motors Harley J. Earl) est présenté avec un important succès par General Motors, au début de l'année 1953, au salon automobile General Motors Motorama (1949 à 1961) dans le prestigieux hôtel Waldorf-Astoria de Park Avenue de Manhattan à New York. 

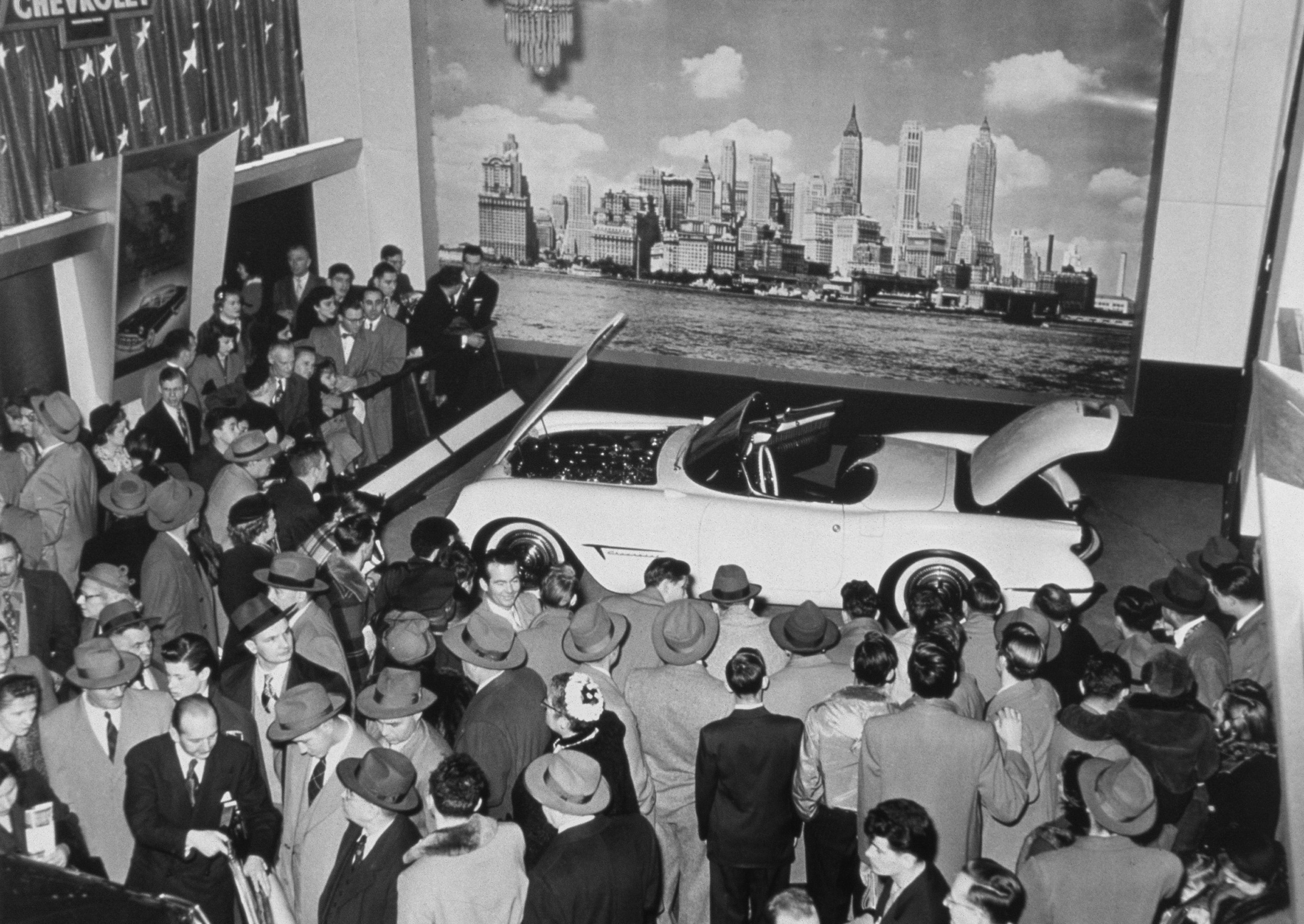
Présentation du premier modèle C1, au salon automobile américain General Motors Motorama de 1953.
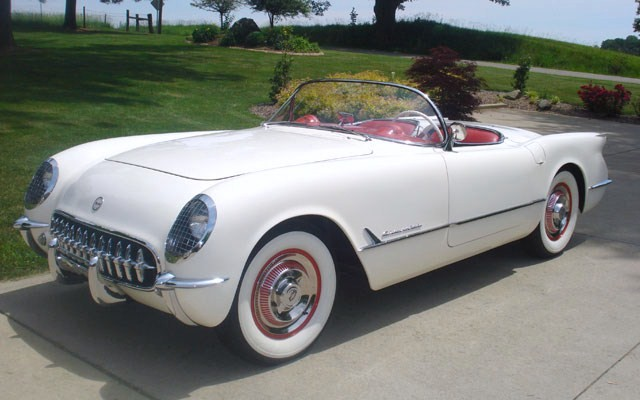
Premier modèle C1

Cette voiture de sport GT est produite en série à partir du 30 juin 1953, à Flint dans le Michigan, et suivie à ce jour de huit générations de concept cars C1 à C8, produits en série, et de quelques modèles de concept car Chevrolet Corvette prototypes (dont la Corvette Impala de 1956),,…

### Nom et logo
Le nom « Corvette », d'origine française, fut trouvé par Myron Scott, un photographe et directeur artistique alors assistant directeur du département des relations publiques de Chevrolet. La firme, qui cherchait un nom commençant par la lettre « C », avait déjà consulté plus de 300 noms quand Scott proposa « Corvette » qu'il avait trouvé dans un dictionnaire.

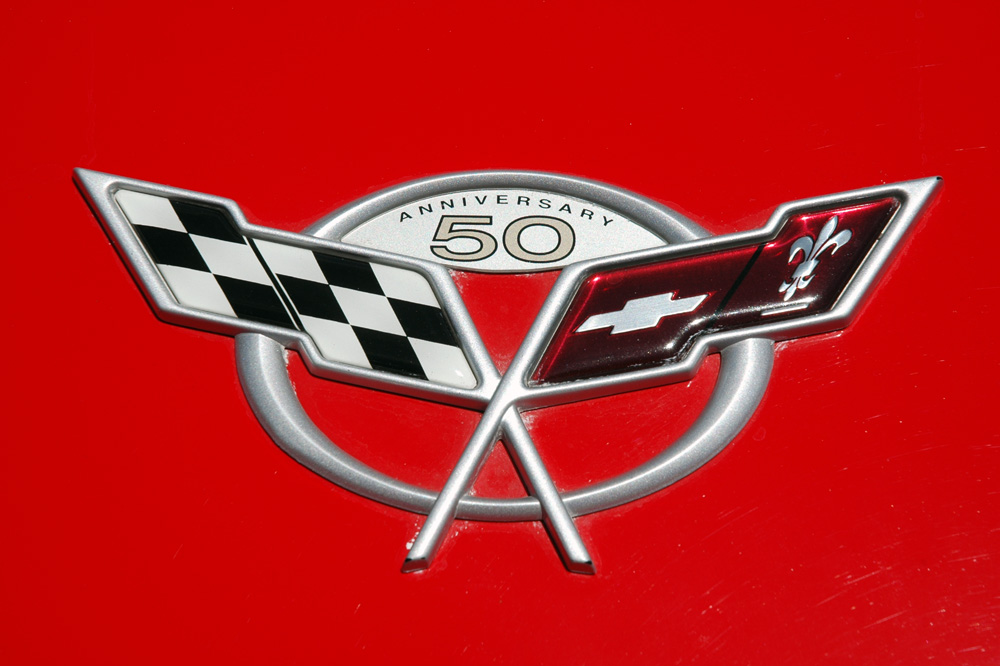
Le logo spécifique créé pour le cinquantième anniversaire de la Corvette.
Logo Corvette Racing
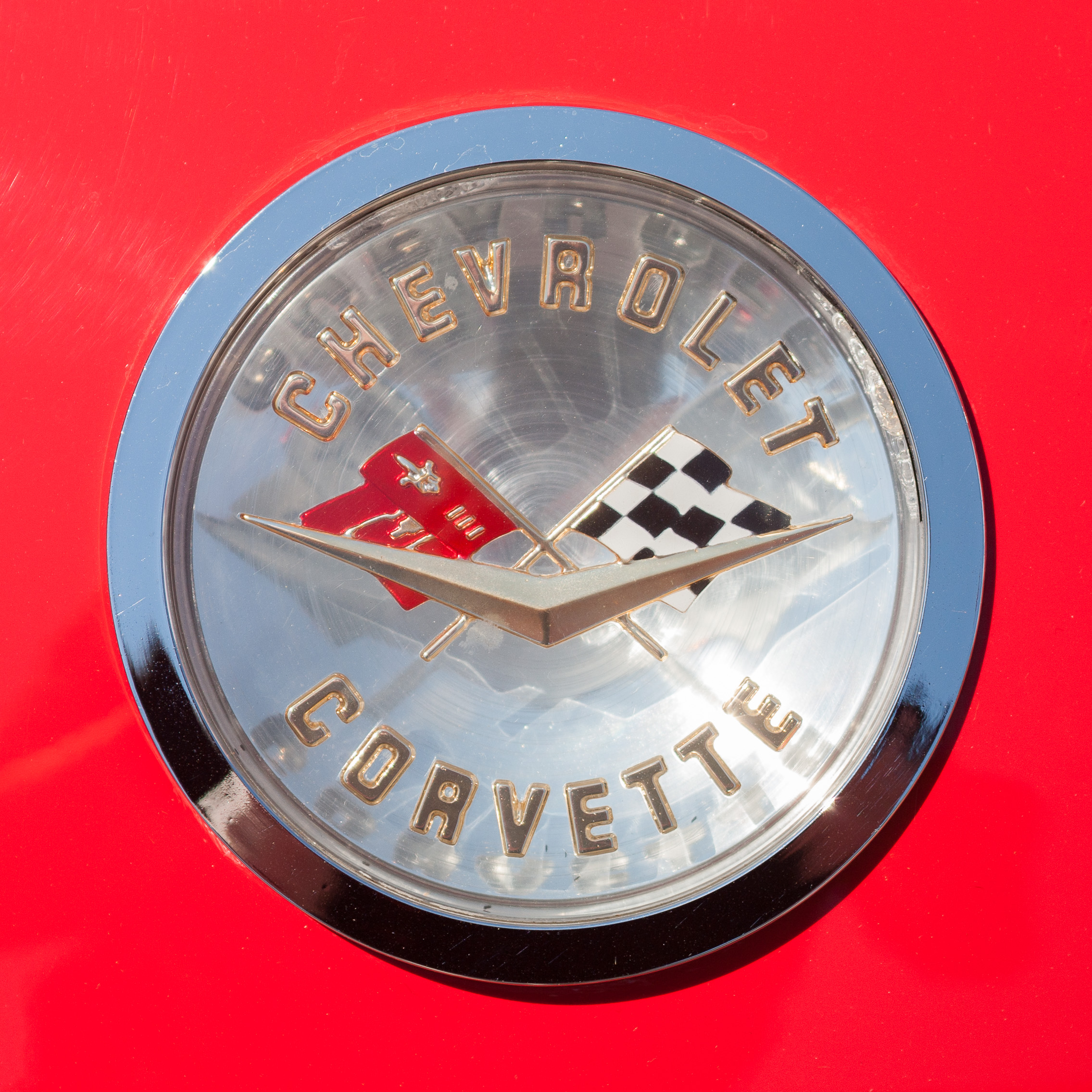
Emblème de la C1

Le logo original de Corvette représentait le drapeau américain entremêlé avec un drapeau contenant l’insigne de Chevrolet et une fleur de lys. La marque cherchait un nouveau symbole pour la Corvette. Voulant s’inspirer des origines suisses de Louis Chevrolet, fondateur de la marque, ils prirent un drapeau suisse, la fleur de lys, symbole de la royauté, mais aussi de pureté et de paix. Le drapeau américain fut rapidement remplacé par un drapeau à damier, puisqu'il est interdit, aux États-Unis, d’utiliser la bannière étoilée à des fins commerciales. Au fil des générations, très peu de changements furent apportés au logo, le drapeau à damier passant parfois à droite…

## Corvette C1 (1953-1962)
La première Corvette C1, dénommée « solid-axle » par les initiés, est emblématique de l'Amérique des années 1950.

1953 à 1956
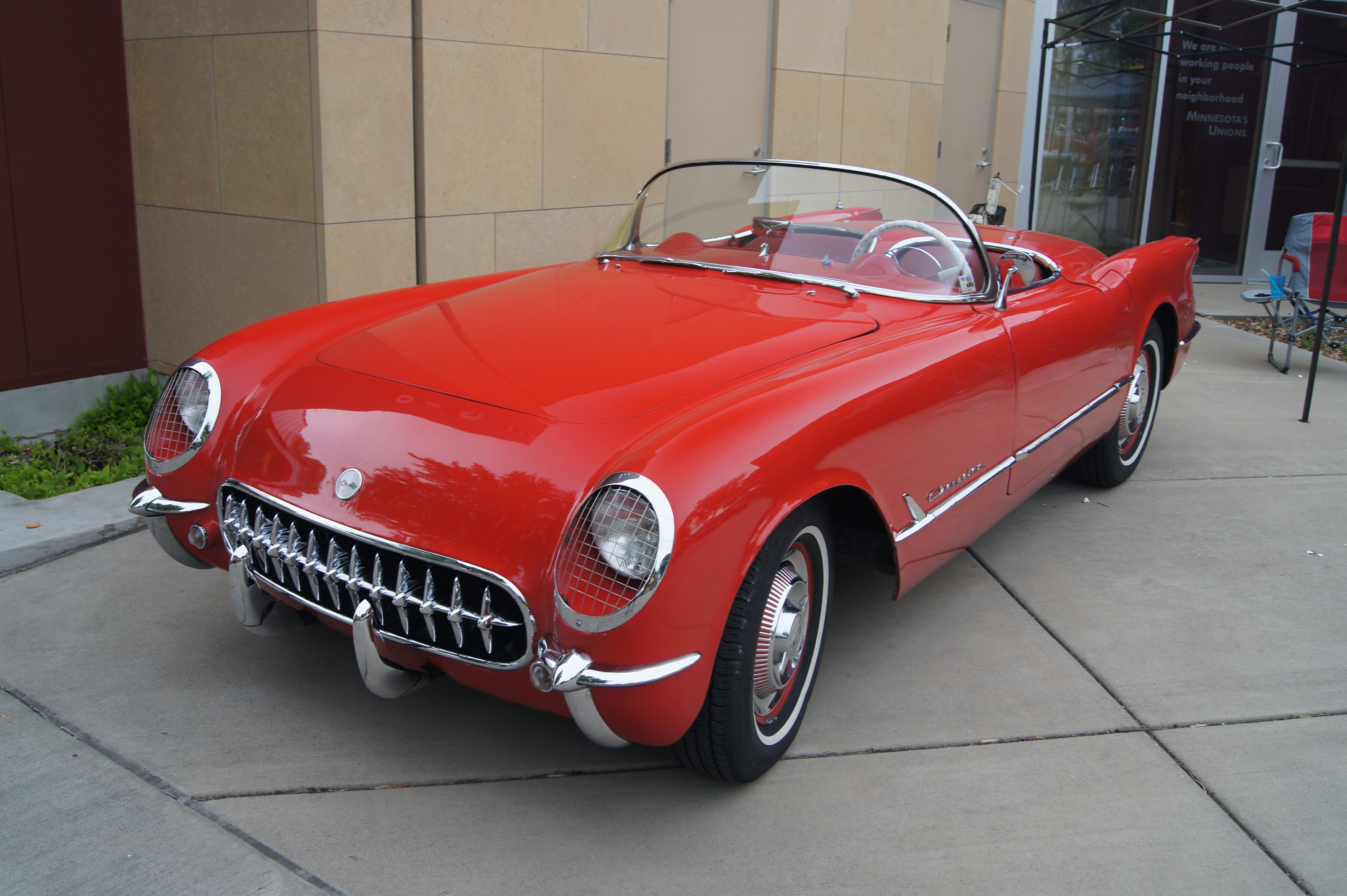
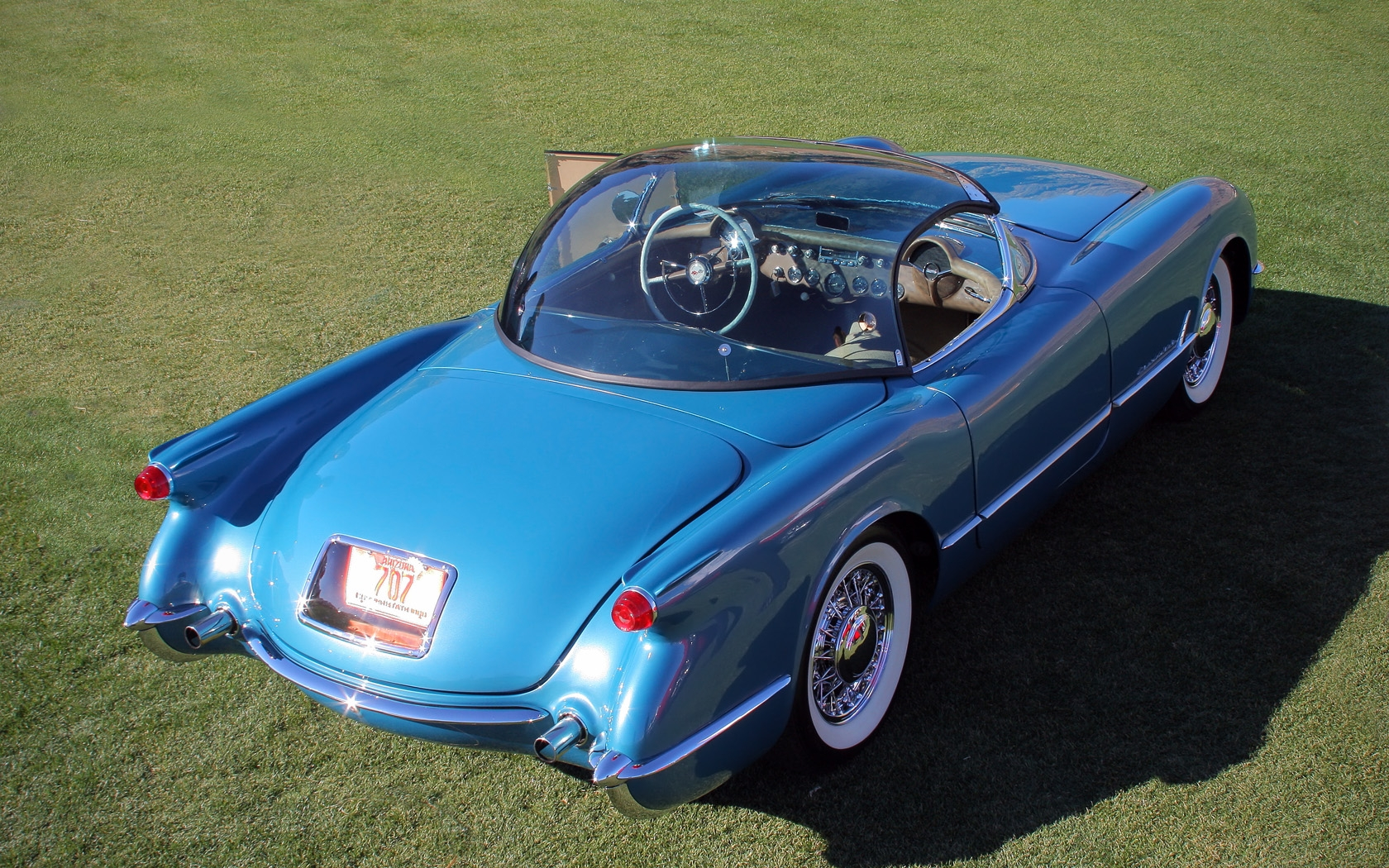
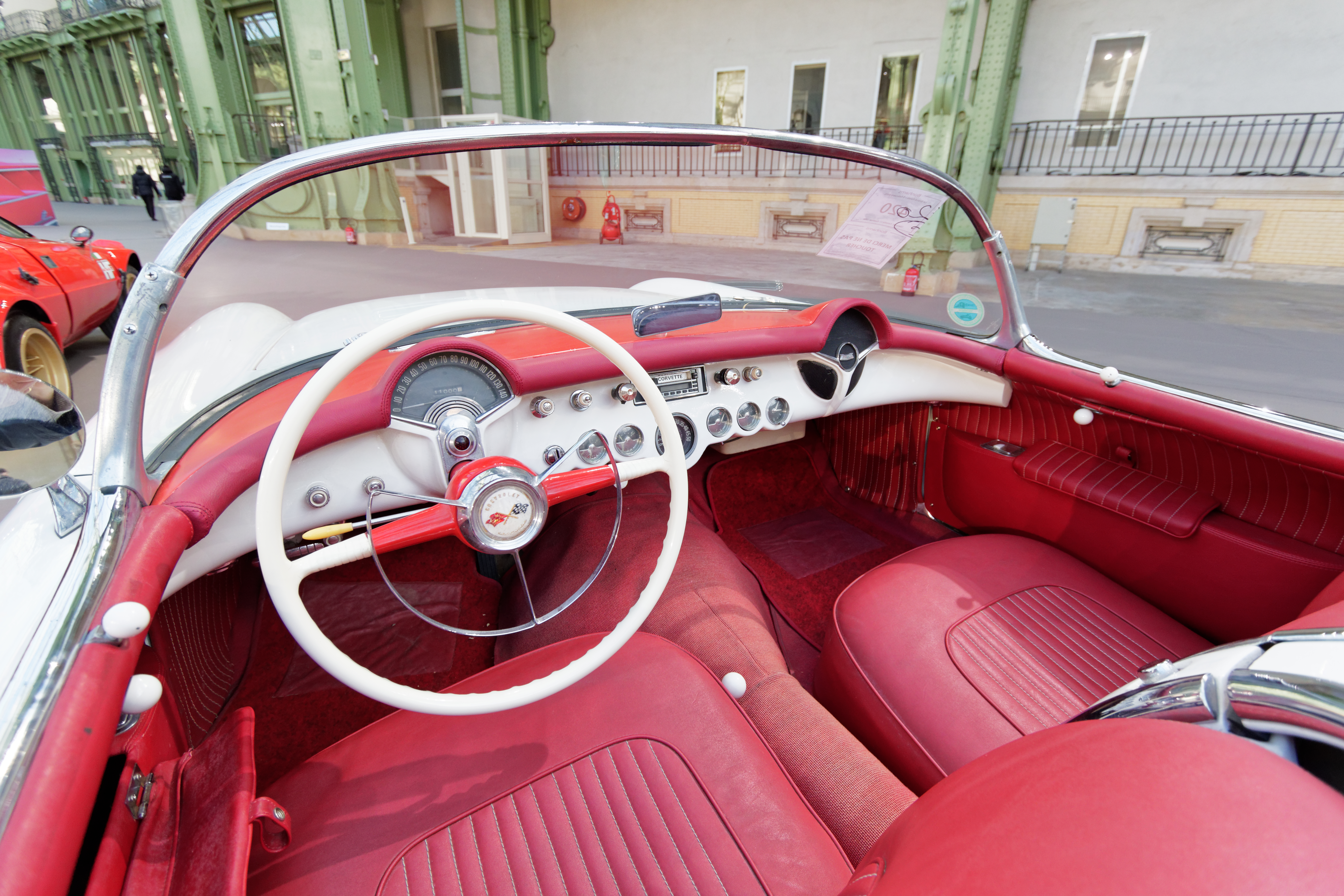

Le premier exemplaire est construit le 30 juin 1953, de couleur « Polo White » avec une capote noire et un intérieur rouge. Il s'agit d'un petit roadster deux places en fibre de verre, doté d'un moteur six cylindres en ligne Chevrolet de 3,9 L développant 160 chevaux baptisé « Blue Flame » et d'une boîte automatique à deux rapports. 

1956 à 1958
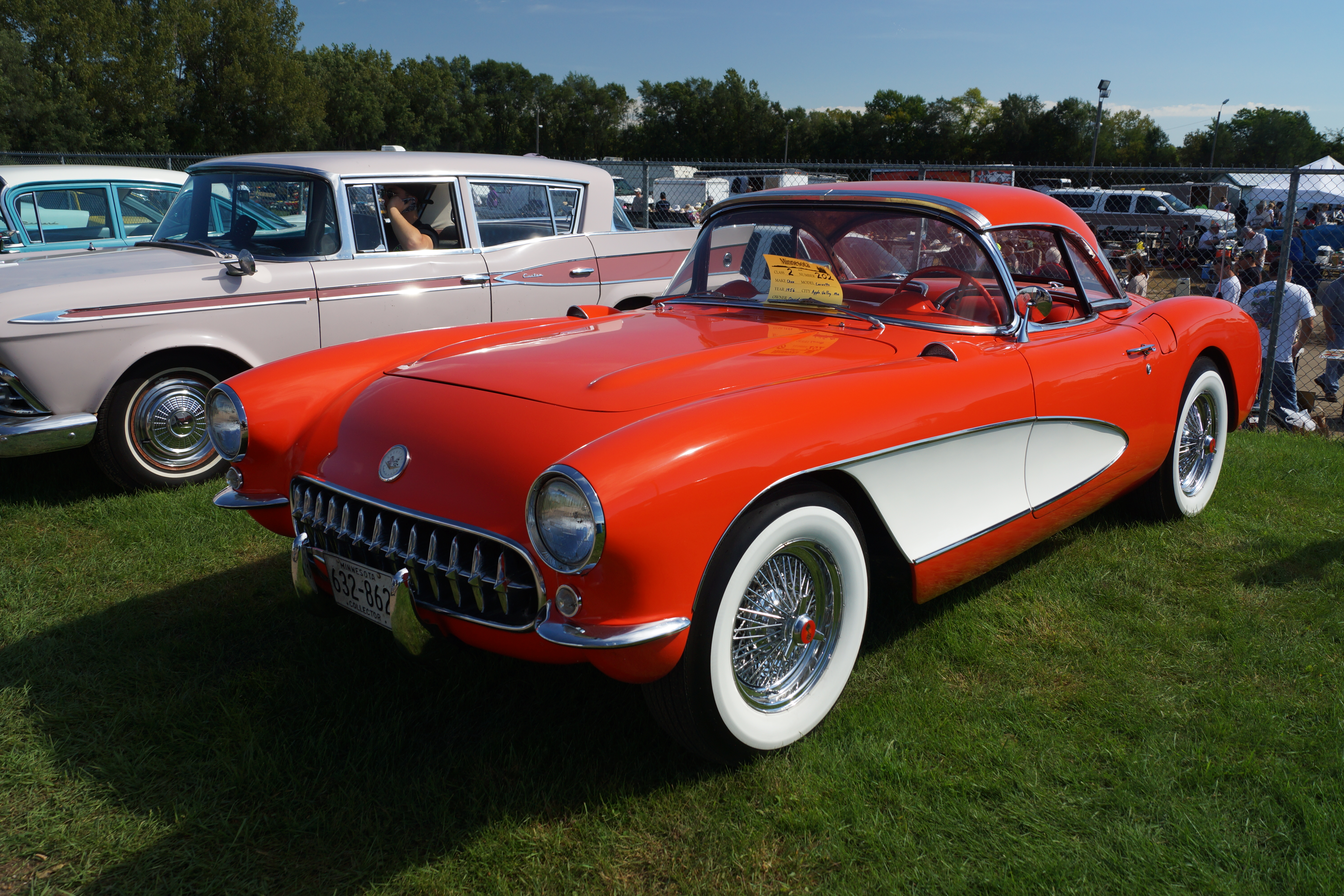
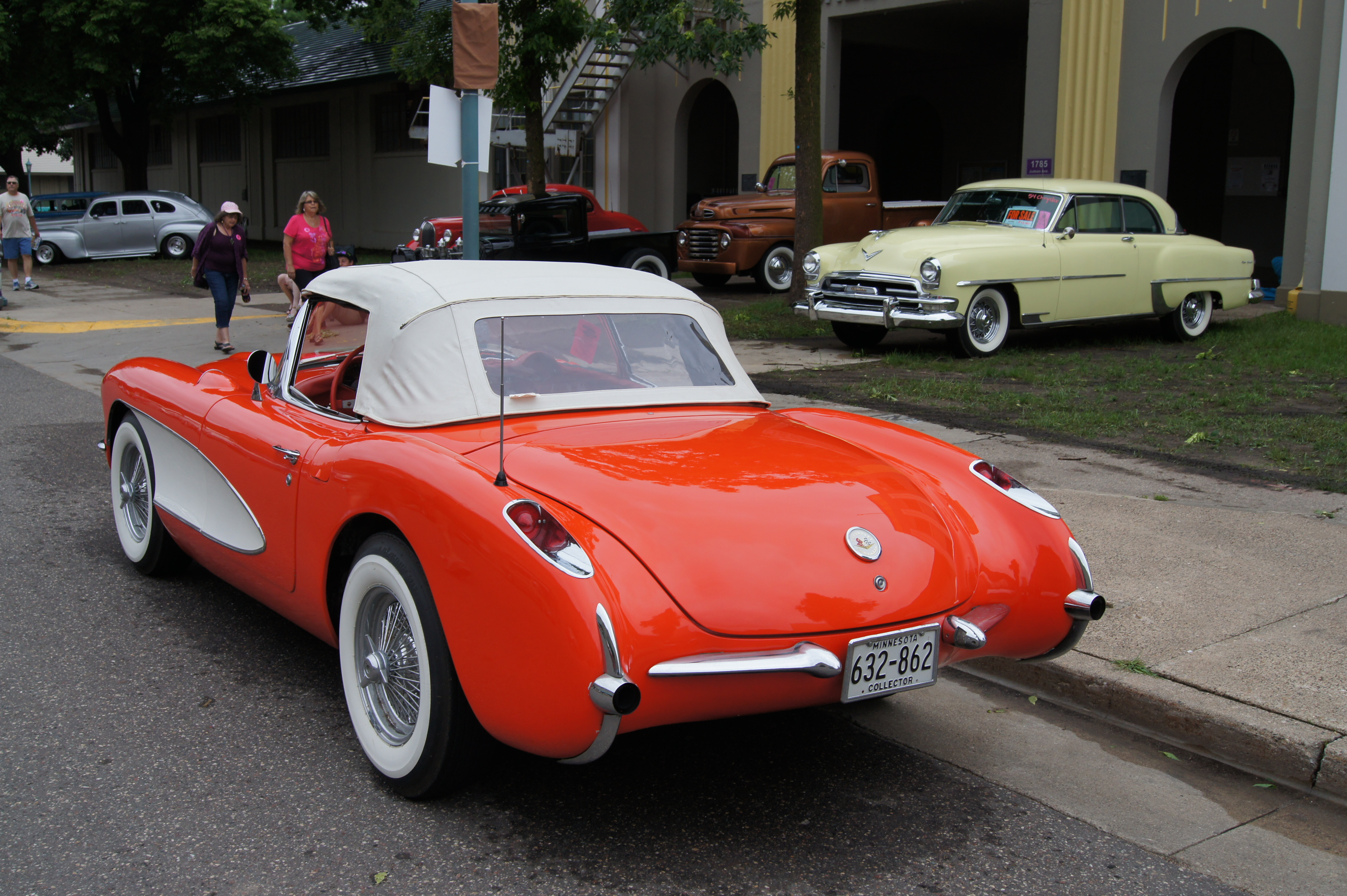
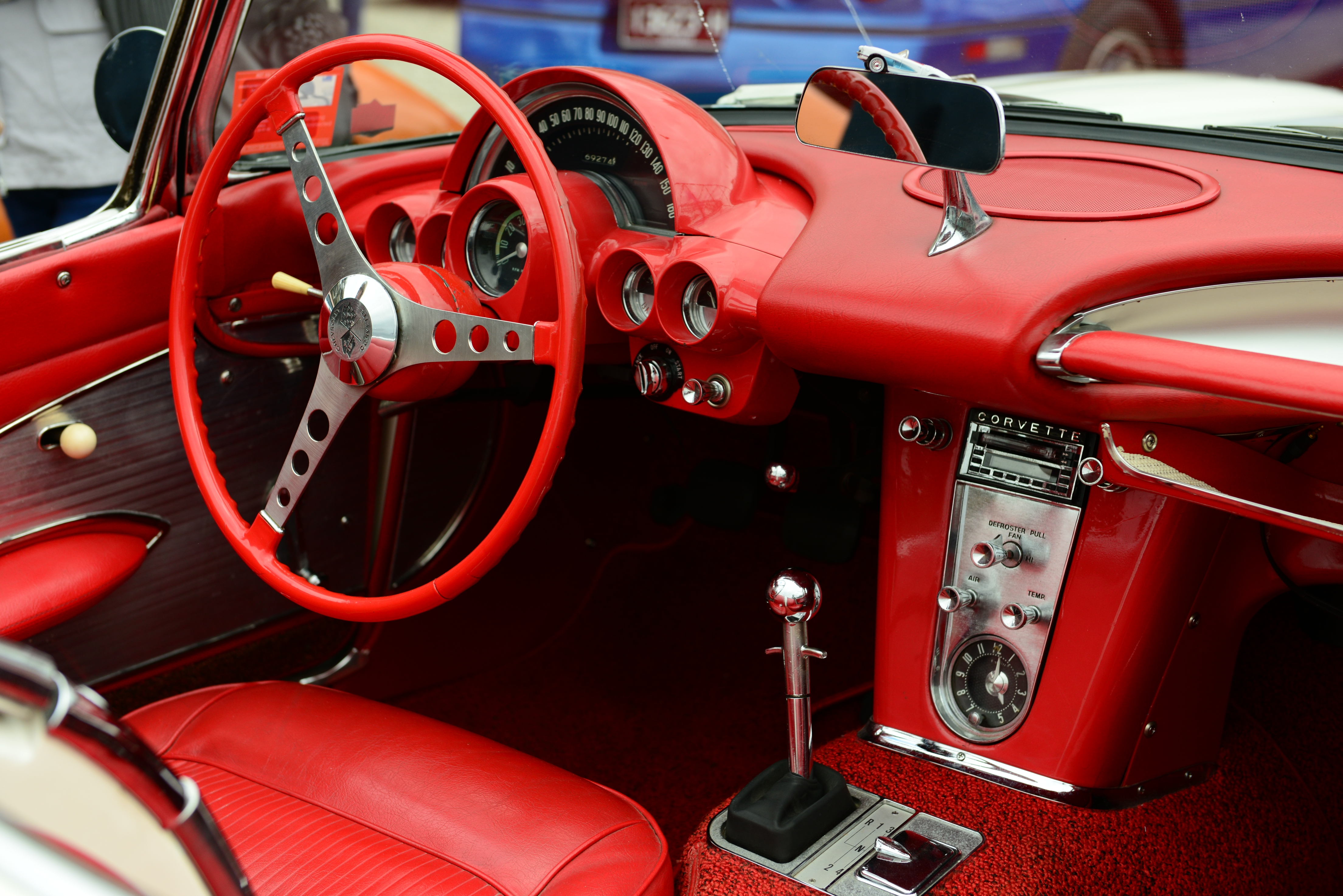

Son moteur peu performant est son point faible par rapport à la concurrence de l'époque. L'année modèle 1953 verra naître exactement 300 Corvettes, toutes identiques (à l'exception des premiers modèles, qui avaient des enjoliveurs de roues issus des Chevrolet Bel Air). Les deux premières seront détruites dans les crash-tests.

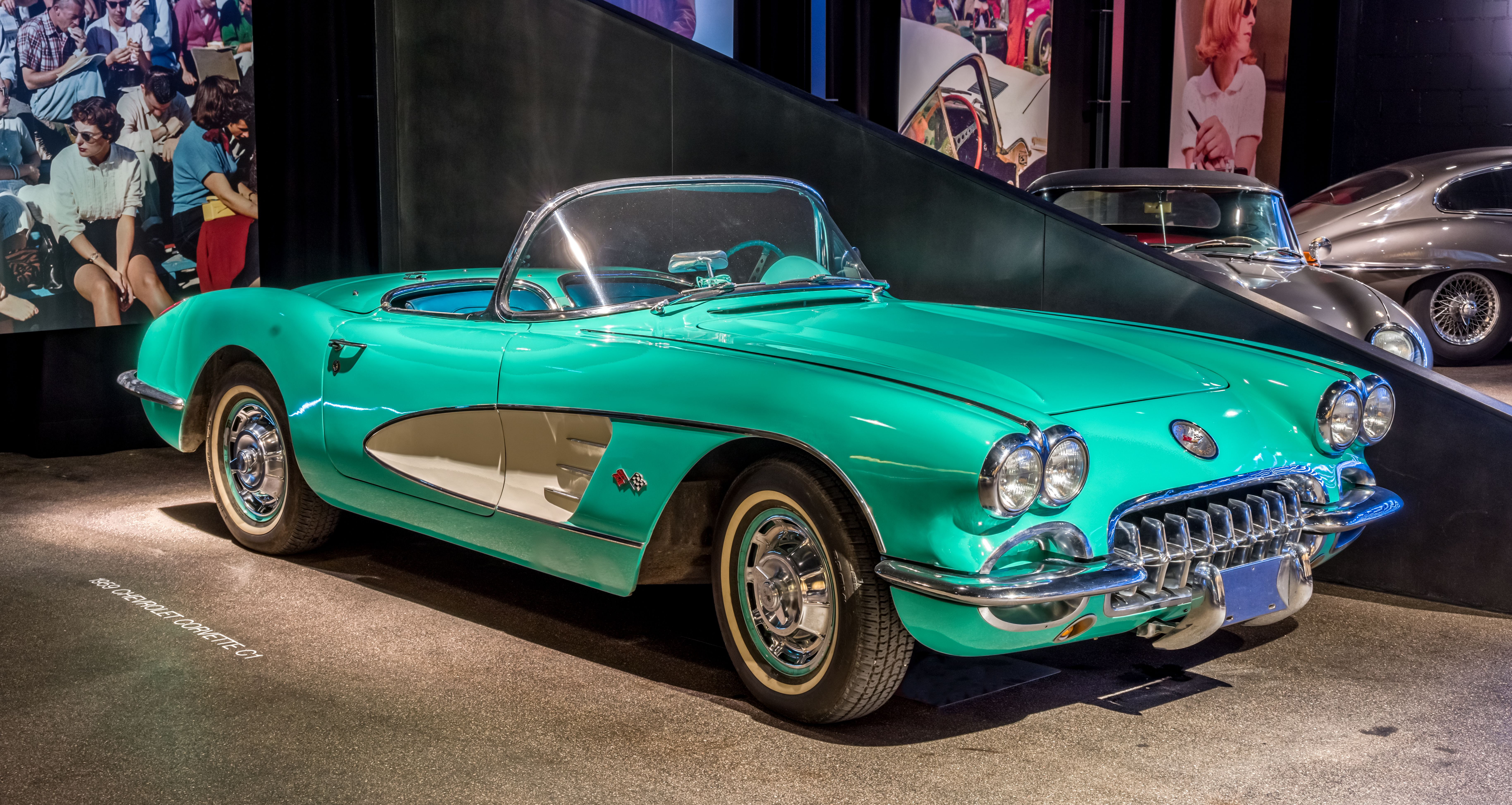
Avant 4 phares de 1958
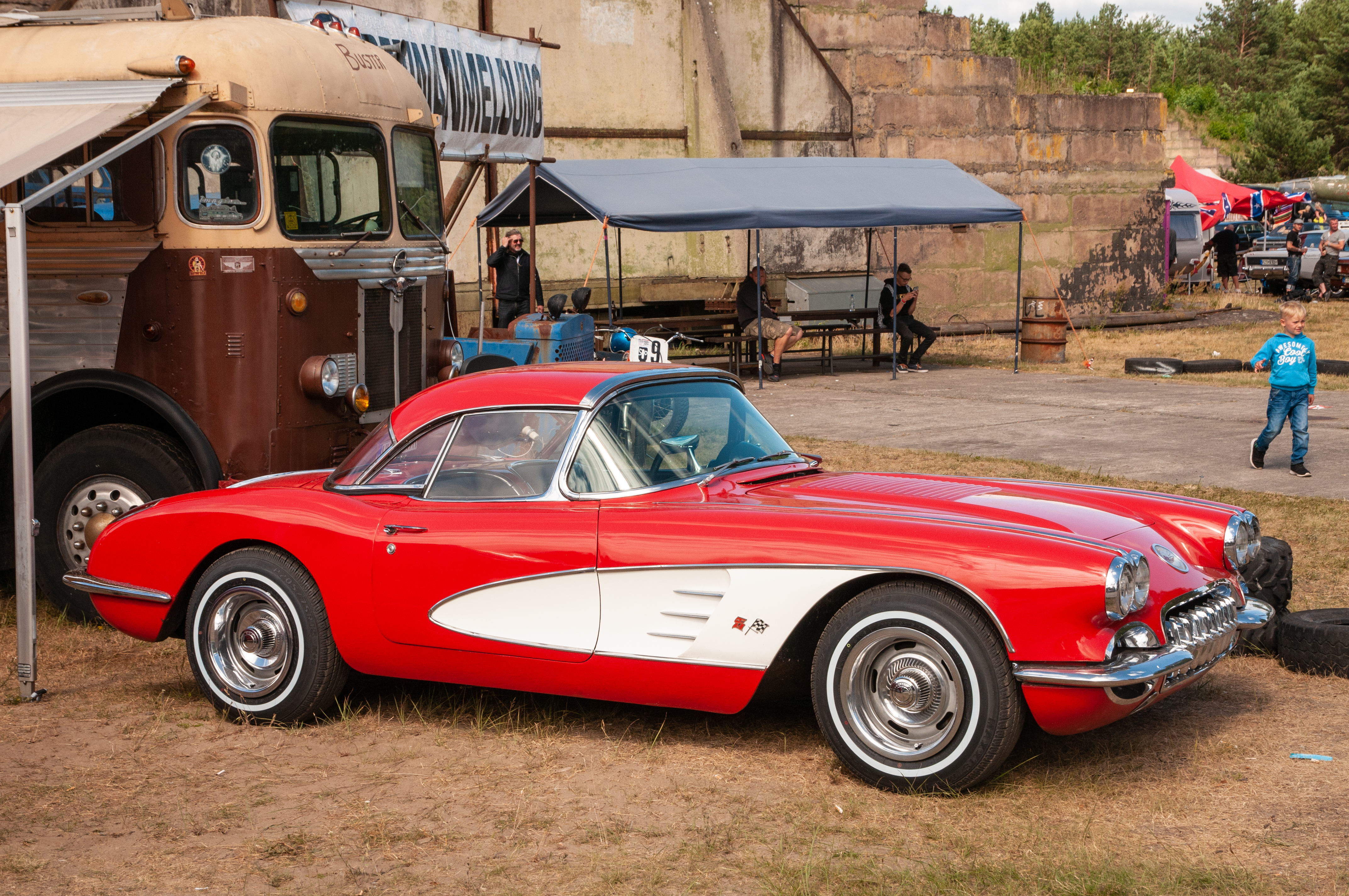
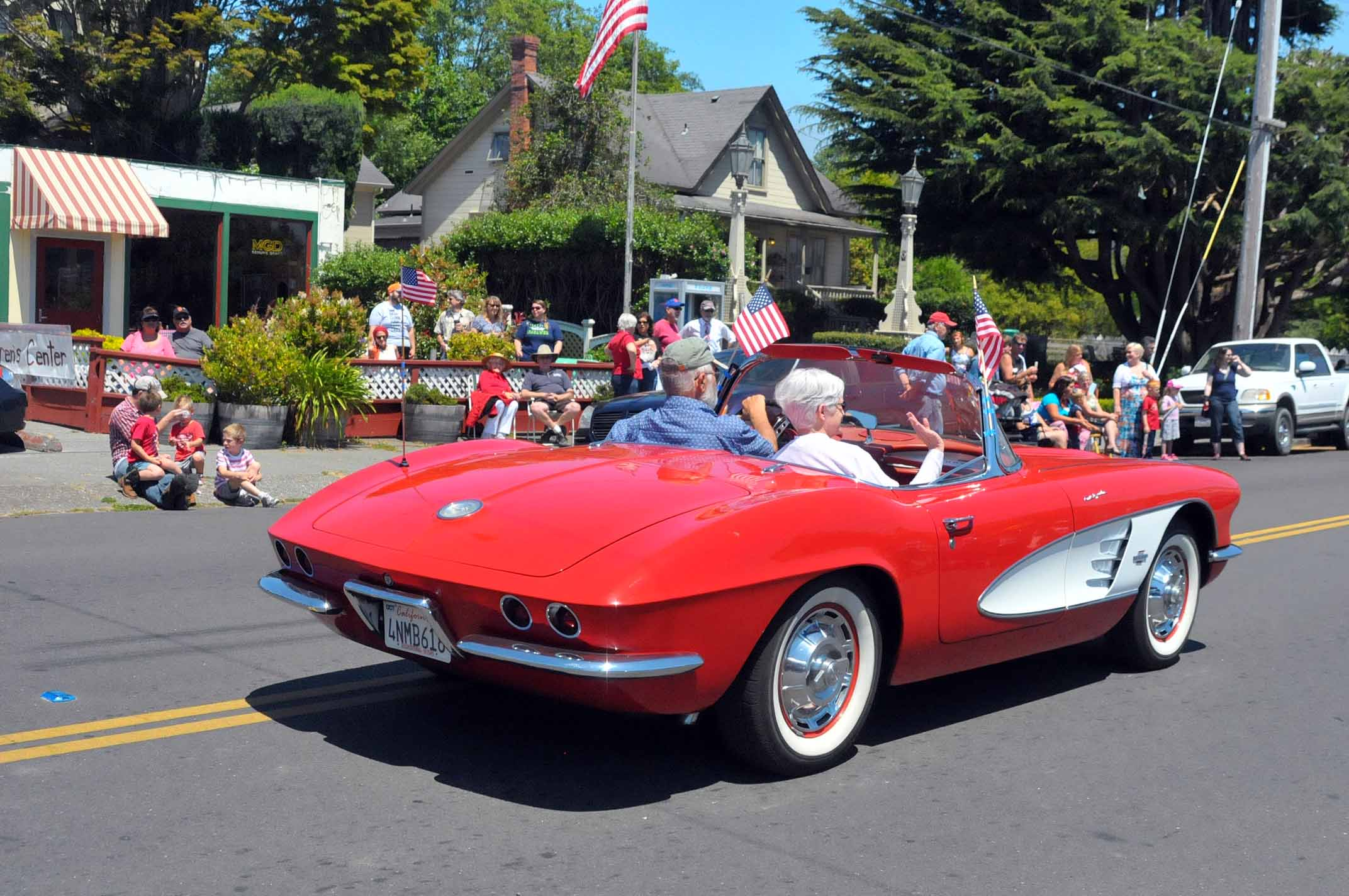
Arrière de 1960

La voiture peut être commandée en 1955 avec le 6-cylindres en ligne ou un small-block V8 de 4,3 L de 195 ch qui évoluera au cours des années jusqu'à 5,4 L (327 ci) pour 360 ch. Une boîte manuelle à trois rapports est proposée, fin 1955, pour les modèles équipés du V8, qui furent produits uniquement à 700 exemplaires en V8 (265 ci). À partir de 1956, le 6-cylindres est abandonné et seule la motorisation V8 est proposée avec un 283 ci. La C1 est entièrement relookée en 1956, puis en 1958 avec deux doubles phares à l'avant, puis avec un nouvel arrière à partir de 1960.

## Corvette C2 (1963-1967)
La seconde génération, baptisée « Sting Ray » (litt. « raie à éperon »), est conçue par le designer Larry Shinoda (en) sous la direction stylistique du chef designer Bill Mitchell. Lancée en 1963, elle est produite jusqu'en 1967. La nouvelle Corvette, en version coupé, possède des vitres arrière fastback en deux parties et de fausses grilles de ventilation sur le capot ; la vitre arrière séparée sera supprimée en 1964 à cause de problèmes de sécurité, de même que les grilles de capot.

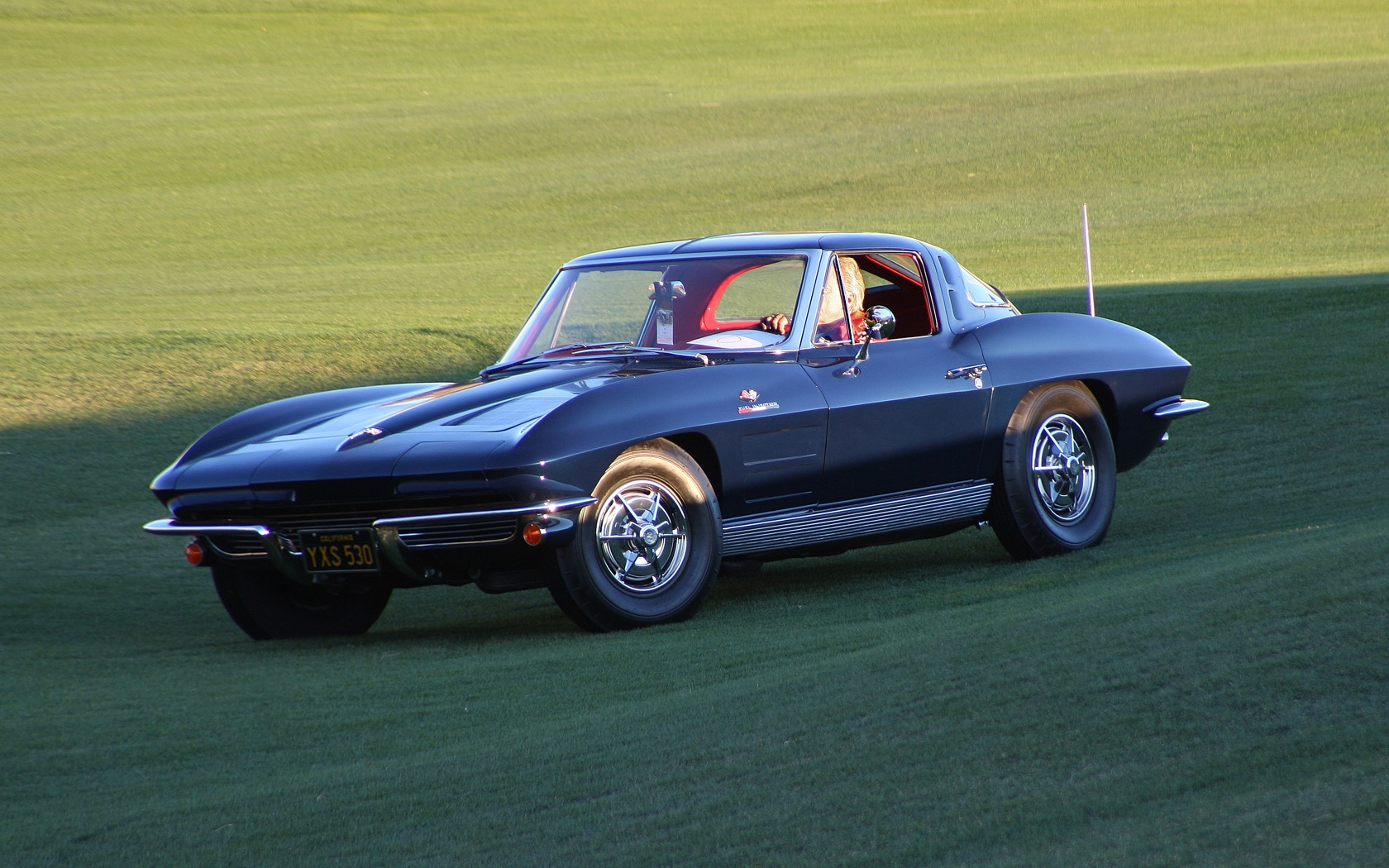
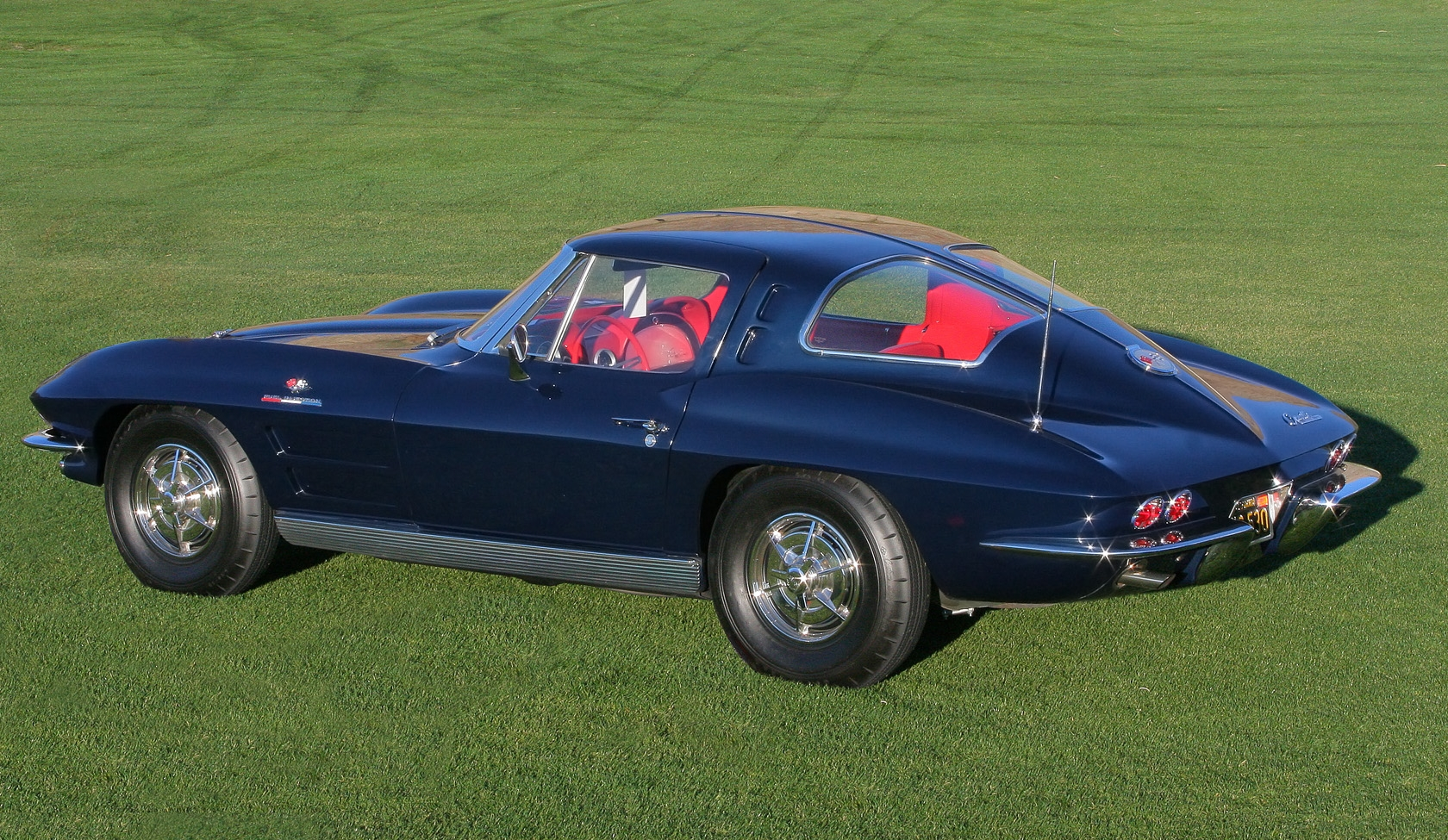
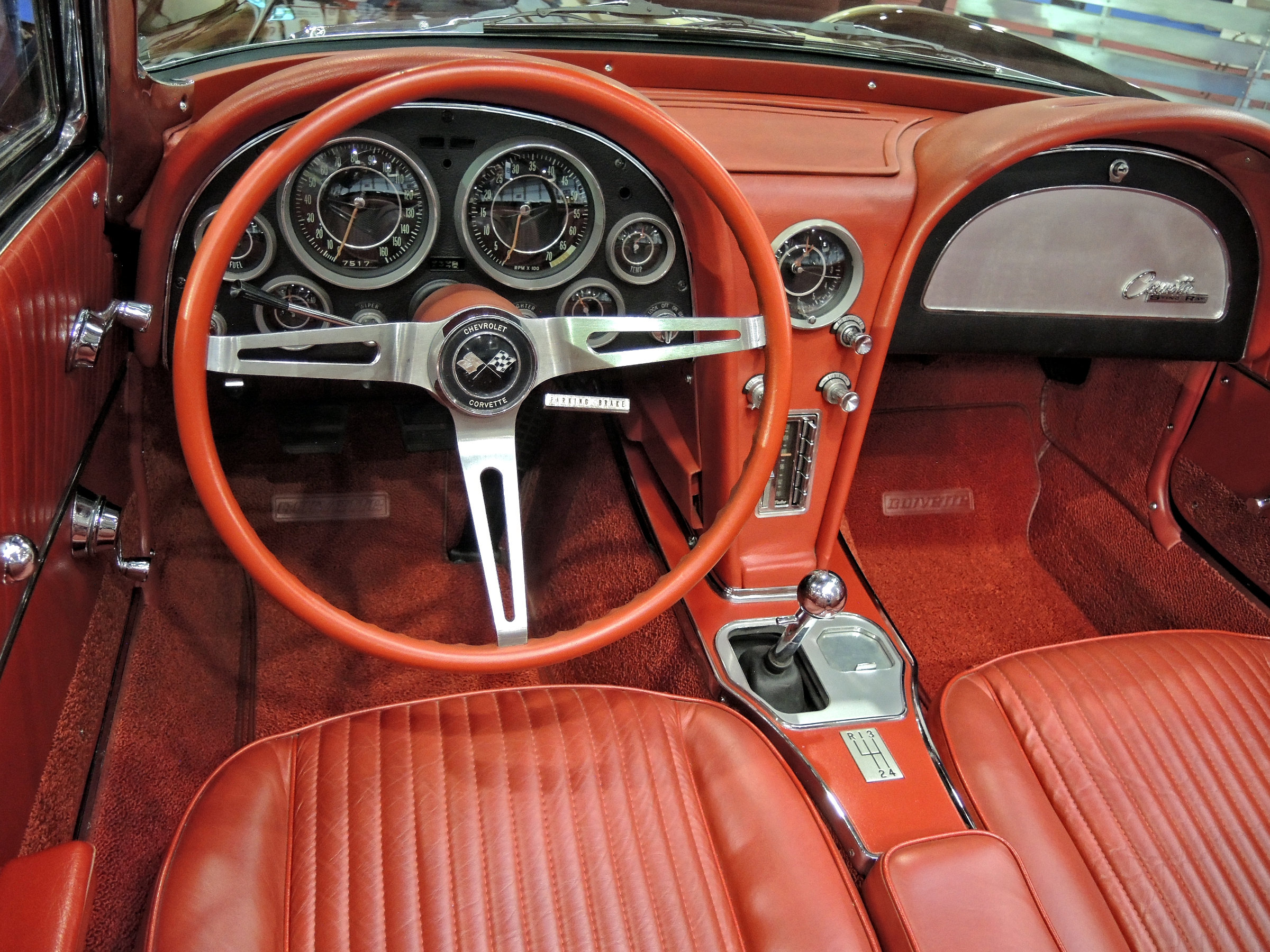

La C2 est équipée de suspensions arrière indépendantes. Le V8 « small block » de 5,4 L développe de 250 à 360 ch en 1963, selon l'option choisie, et jusqu'à 375 ch en 1964. En 1965, un « big block » de 6,5 L développant 425 ch est aussi proposé et les versions de 1966 et 1967 se verront proposer en option une motorisation de 7 L (427 ci). La version L88 de ce moteur est officiellement estimée à 435 ch mais des sources externes lui donnaient plus de 550 ch. Seules vingt Corvette ont été commercialisées avec ce moteur en 1967.

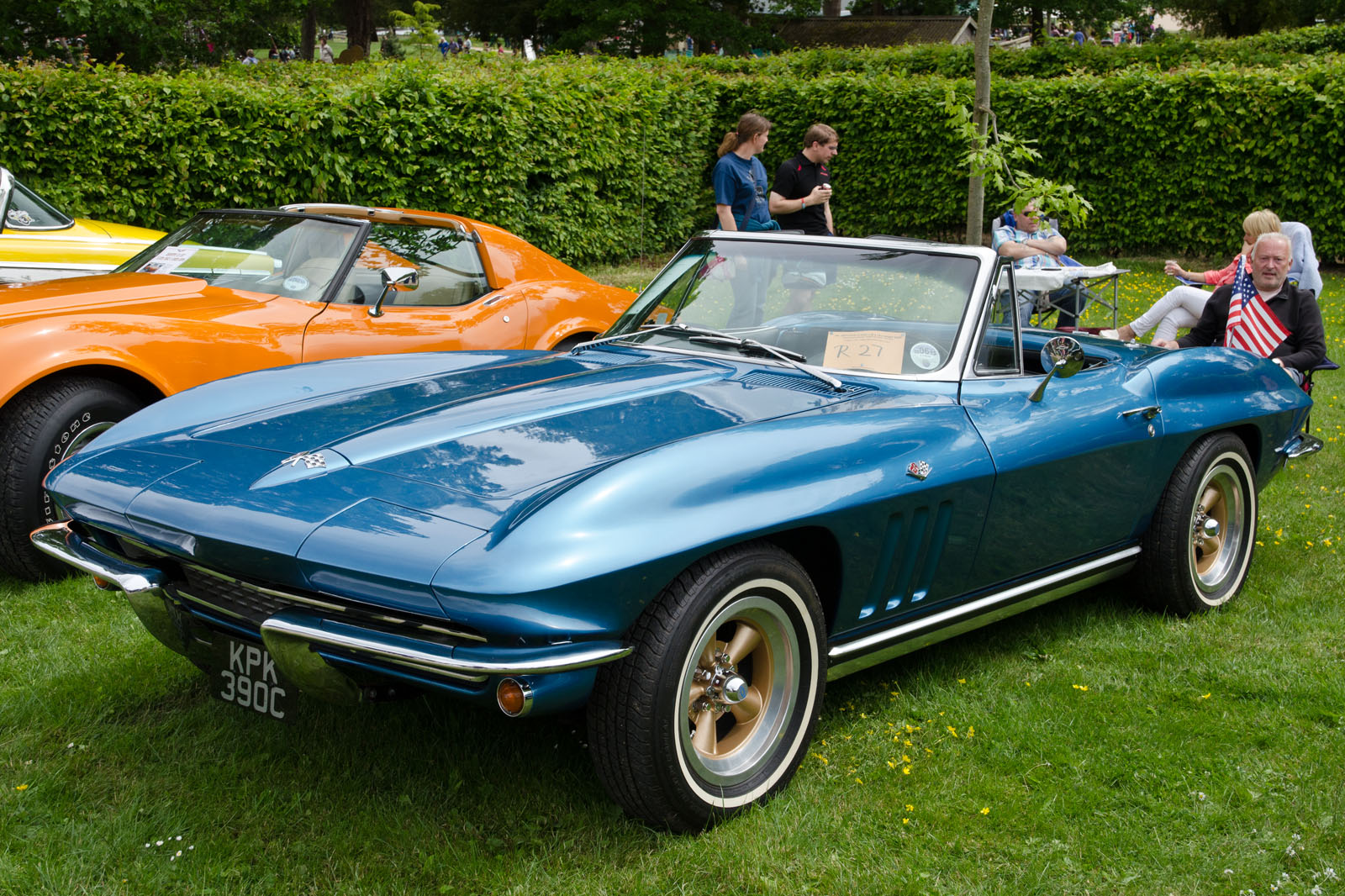
Cabriolet
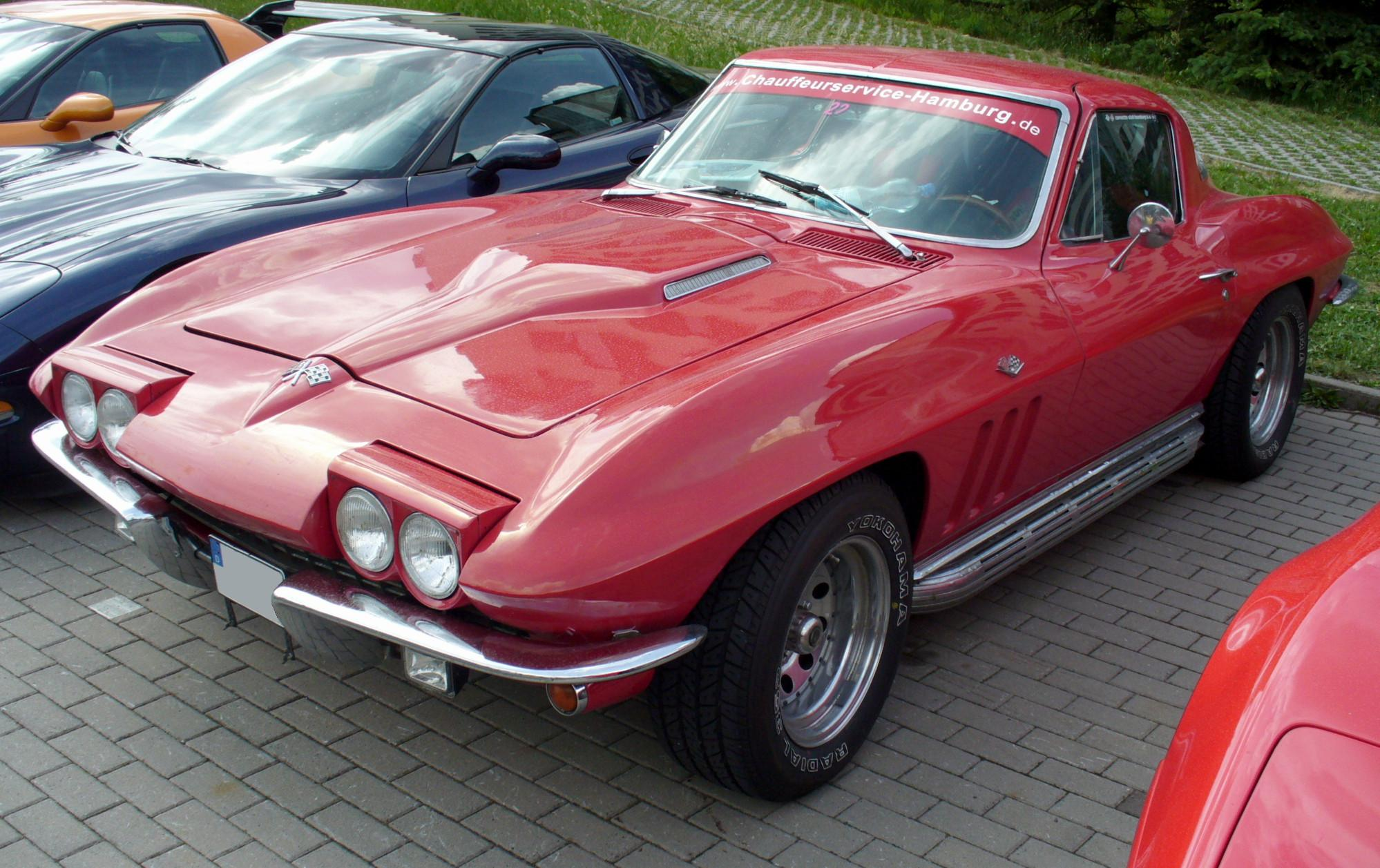
Phare escamotable
Arrière de 1964

## Corvette C3 (1968-1982)
La troisième génération, inspirée du concept car Mako Shark du designer Larry Shinoda (en), est produite de 1968 à 1982.

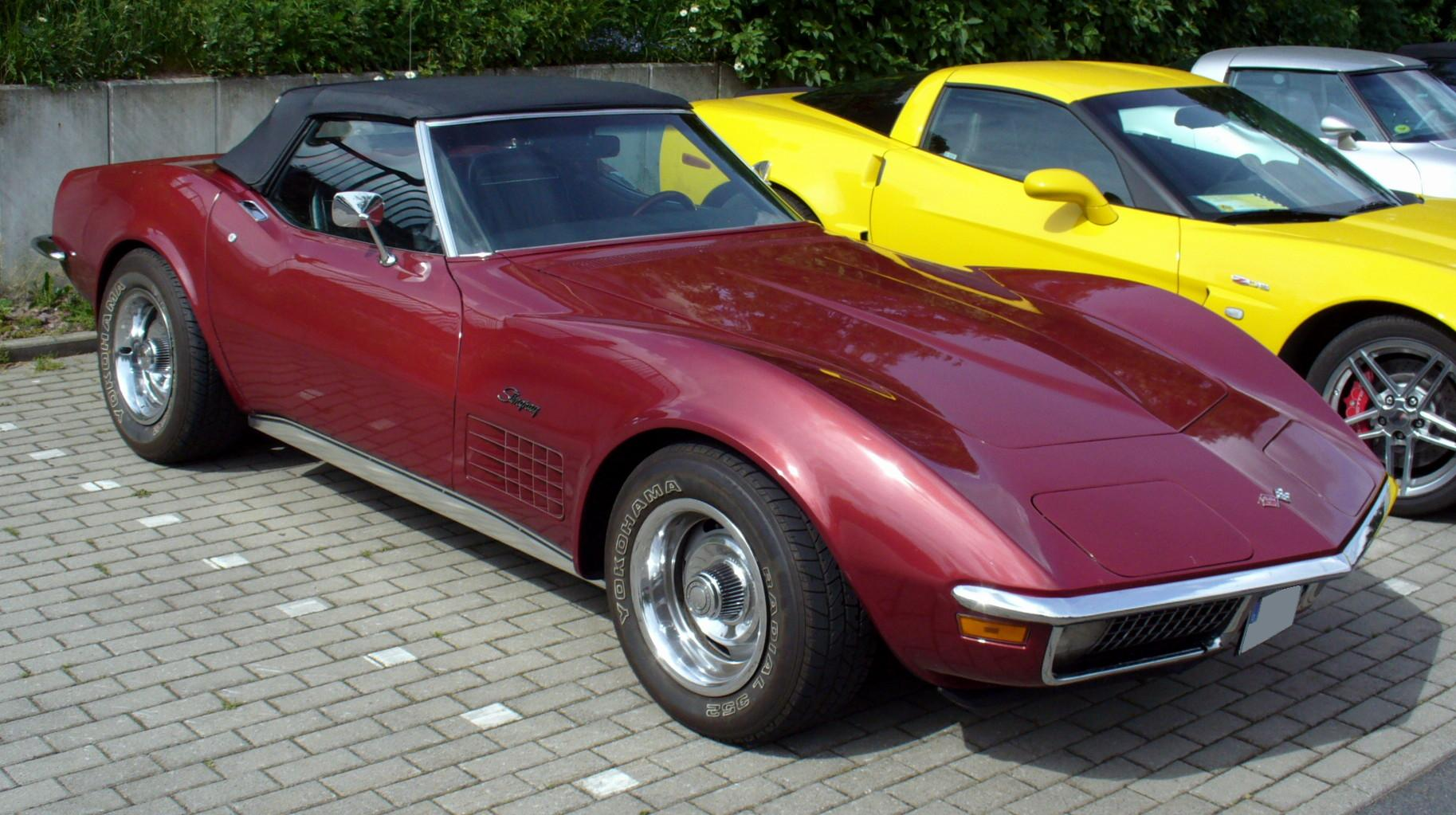
Corvette C3 Stingray cabriolet.
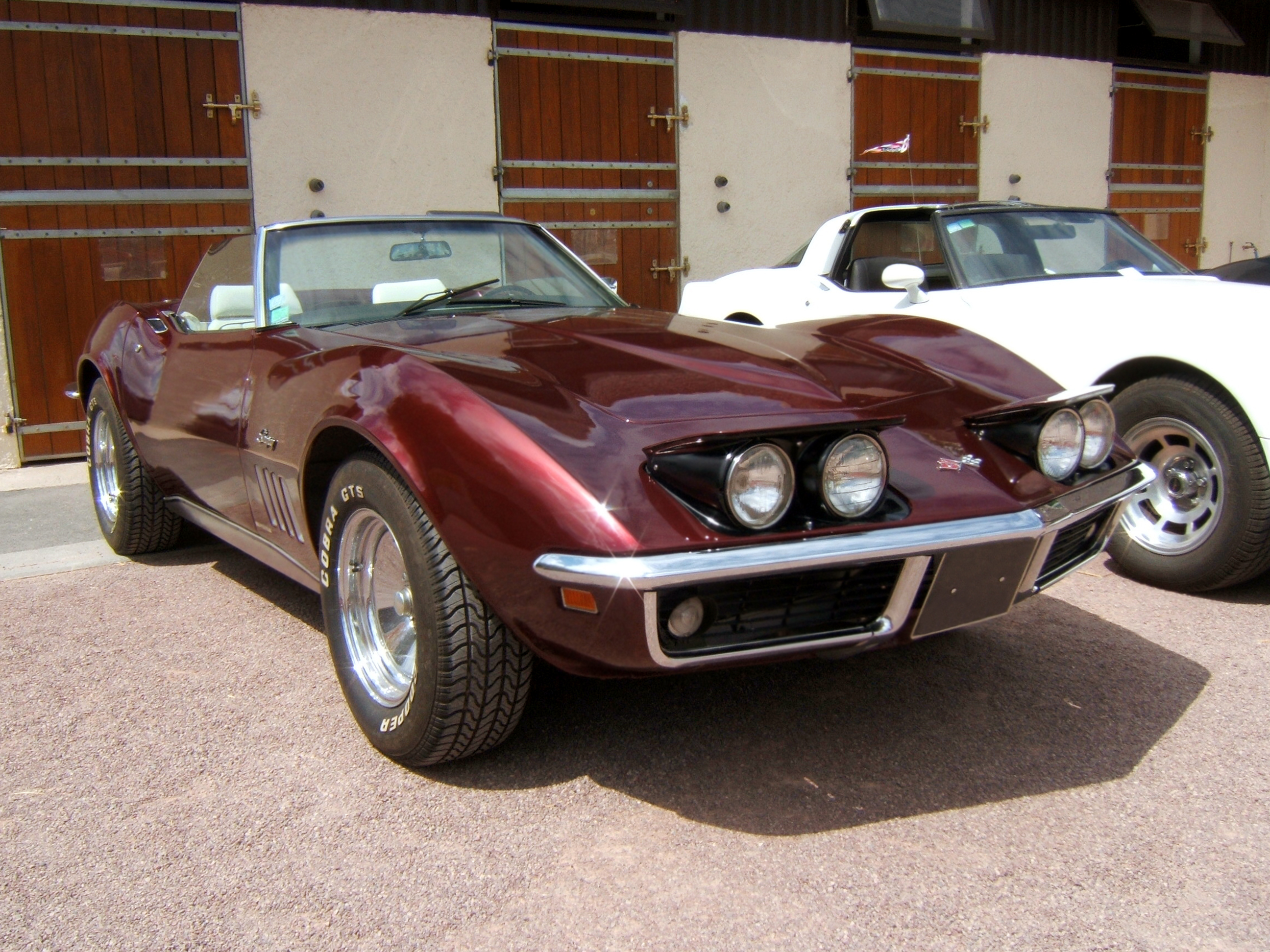
Stingray de 1969.
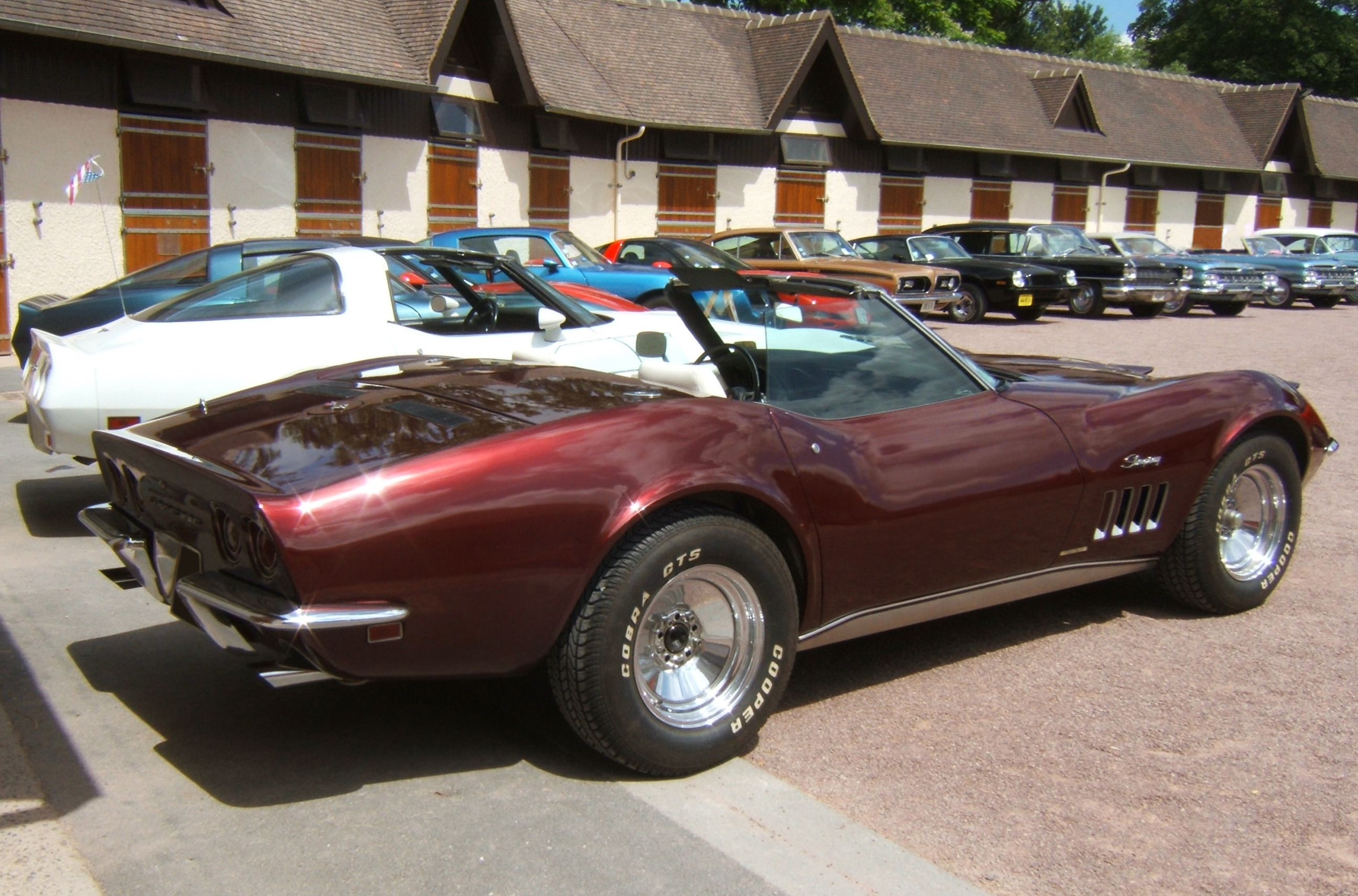
Vue 3/4 arrière.

En 1969, GM augmente la cylindrée du « small-block » de 327 ci (5,3 L) à 350 ci (5,7 L), et en 1970 le « Big block » 427 passe à 454 ci (7,4 L). Le sommet sera atteint avec le 427 ZL-1 de 1969 qui développait officiellement 430 cv. La puissance officieuse, en réalité très largement supérieure à 500 cv (certaines sources évoquent 585cv), lui permettait de réaliser le quart de mile en 11,2 secondes, soit les performances d'une Dodge Challenger Hellcat de 707 cv. Seules 3 ZL1 furent fabriquées et figurent aujourd’hui parmi les muscle cars les plus rares, les plus recherchés et les plus chers. Une ZL-1 fut adjugée 1 150 000 dollars chez Hagerty en janvier 2019.

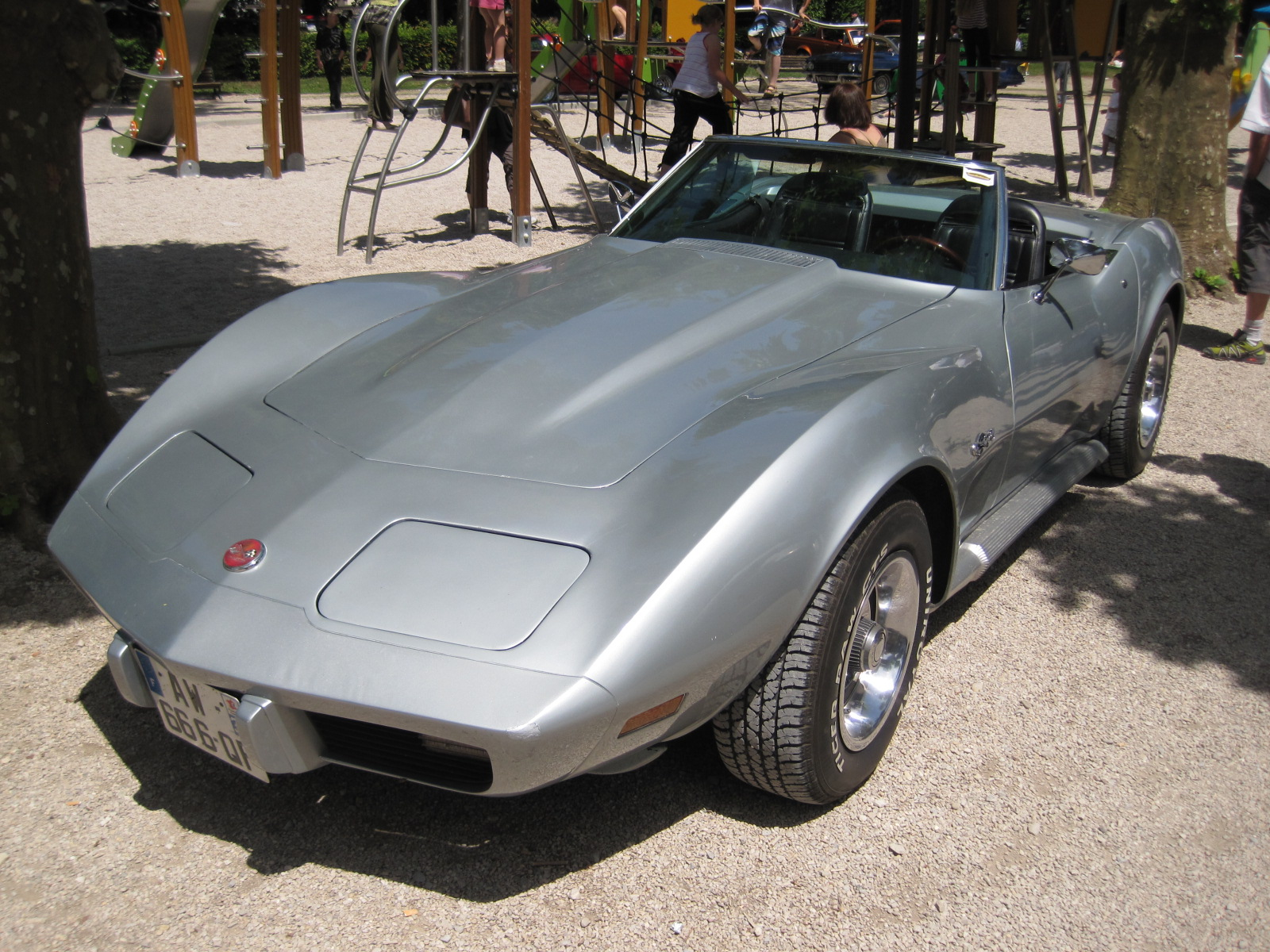
Corvette Cabriolet (1975)
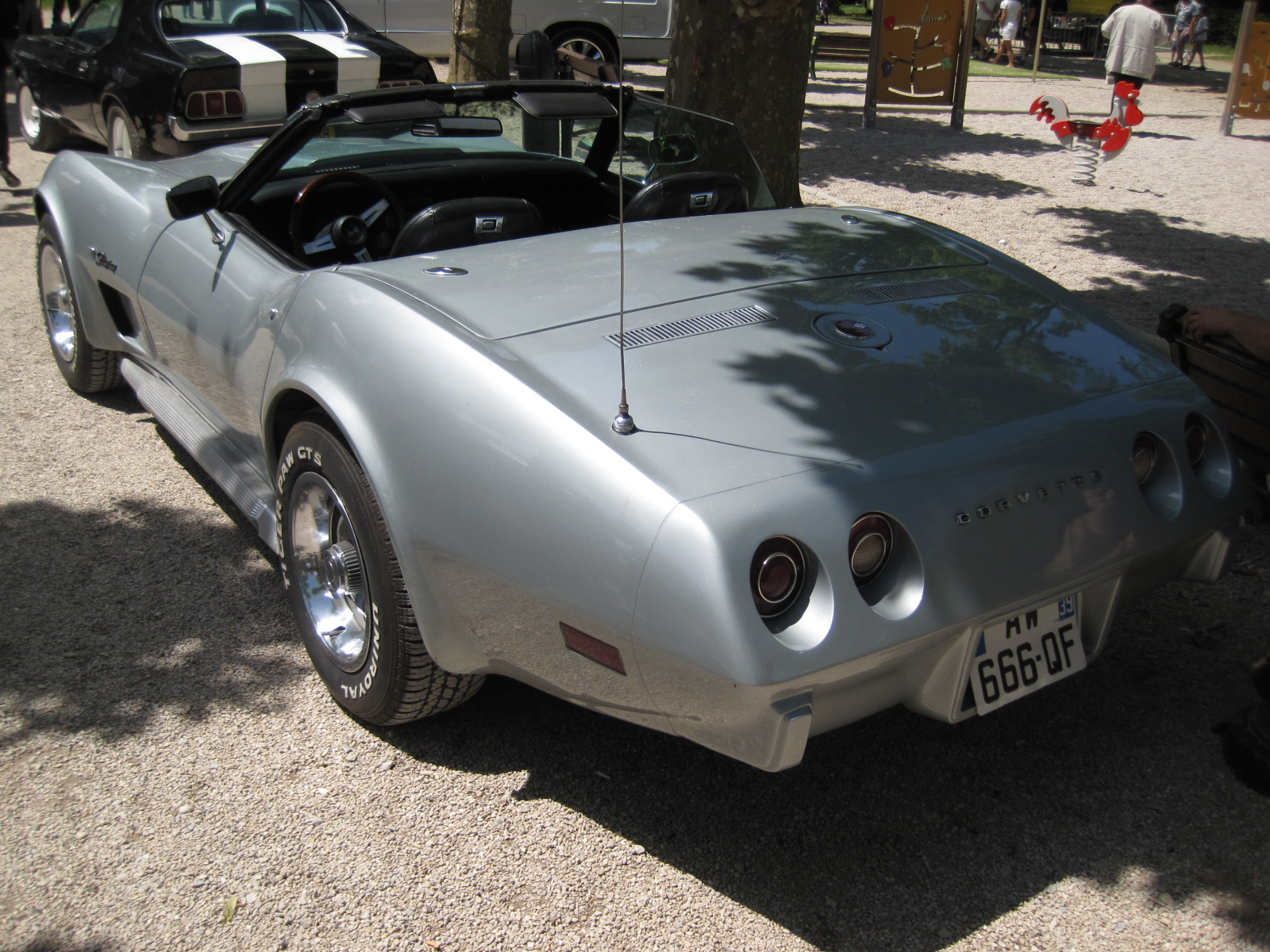
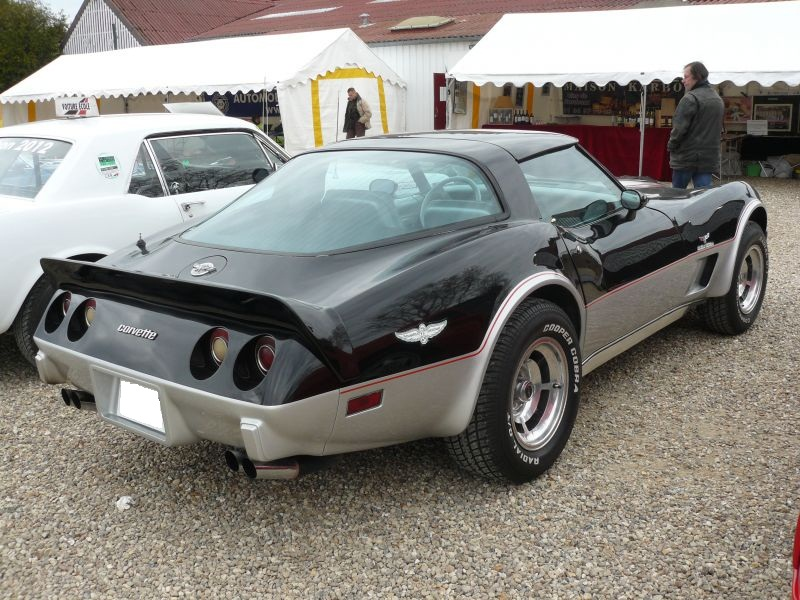

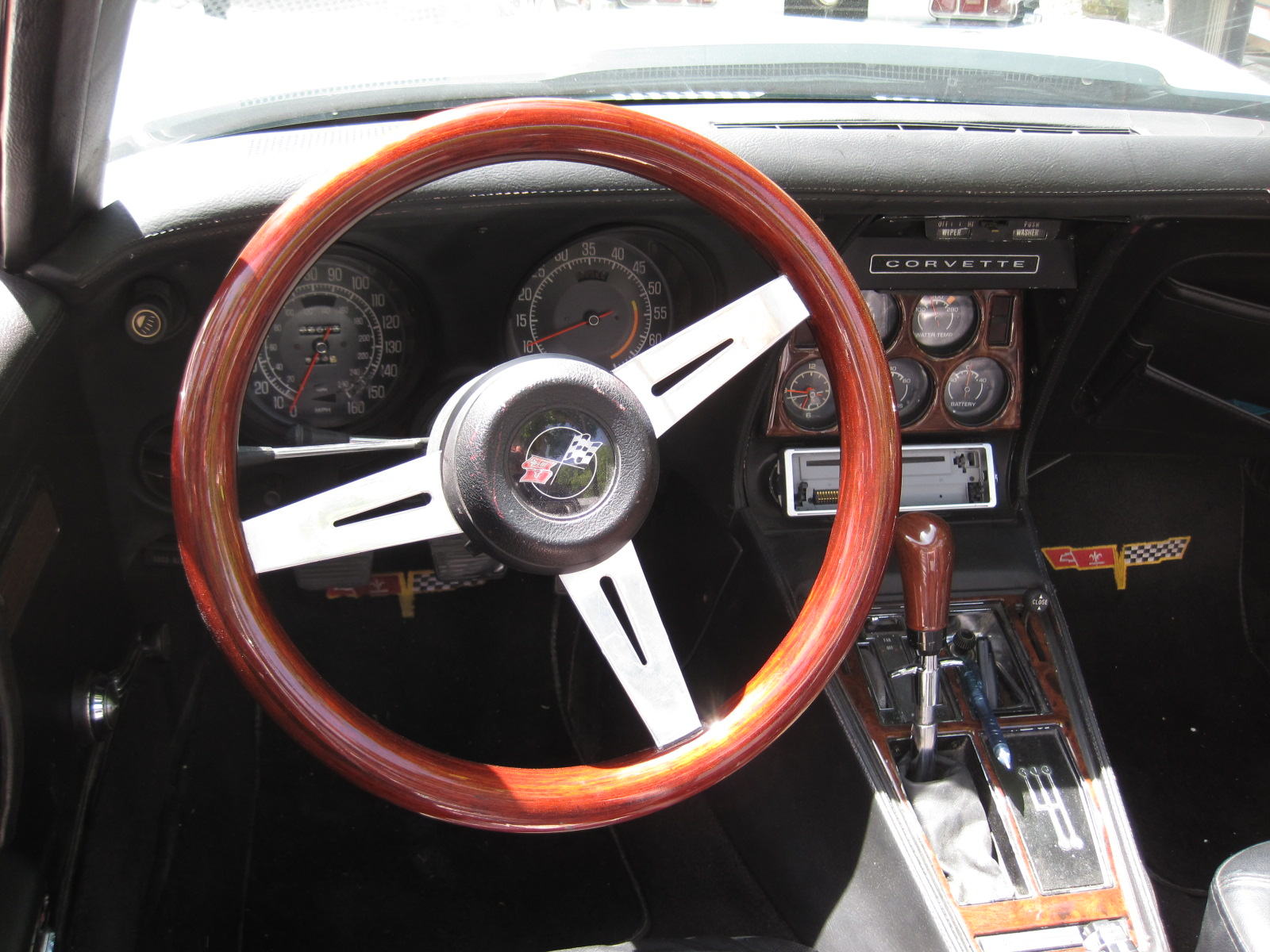

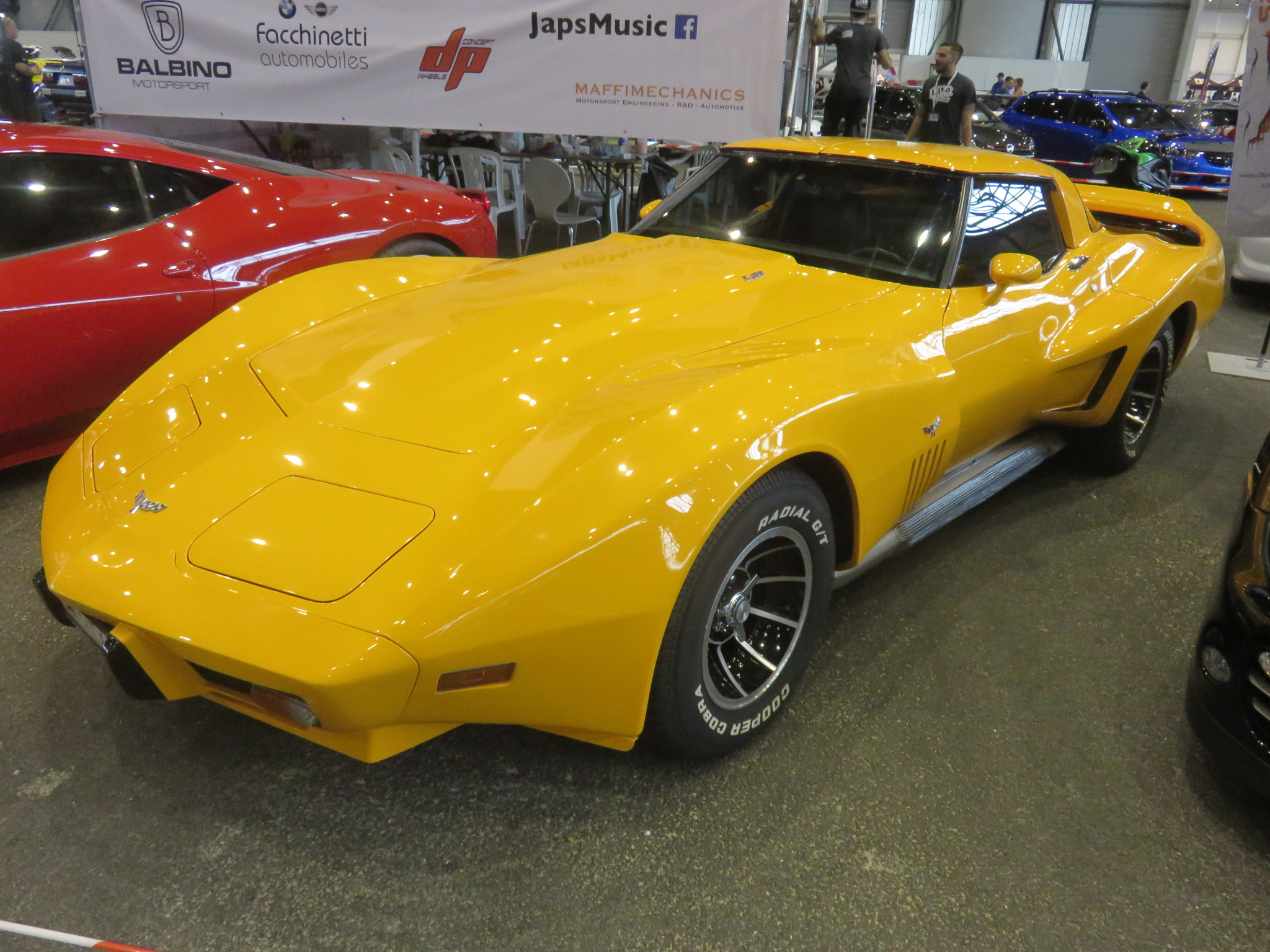
C3 Custom

En 1972, GM change de norme de mesure de puissance en passant du SAE gross au SAE net, ce qui modifie les valeurs de mesure. De plus, le passage vers les carburants sans plomb et les convertisseurs catalytiques, pour respecter les nouvelles normes de pollution, continua à faire chuter la puissance des moteurs jusqu'en 1975, pour atteindre 165 ch pour le moteur de base L48 et 205 ch pour le moteur L82. Grâce aux avancées technologiques permettant de concilier antipollution et puissance, celle-ci remontera progressivement pendant le reste de la carrière de la C3, terminant en 1982 avec 200 ch pour le moteur L83 nommé « Cross-Fire Injection » doté d'une transmission à quatre rapports (en 1980 la Corvette L82 et ses 230 ch n'avaient eu droit qu'à la transmission automatique à trois rapports). 1981 sera la dernière année du moteur à carburation, avec le L81 de 350 ci et 190 ch.
La ZL-1 de 1969 avec le moteur tout aluminium de 427 ci développant 430 ch (moteur qui fut repris sur la Chevrolet Camaro ZL-1 - COPO 9560) est rarissime, puisque seules deux Corvette équipées de ce moteur sont sorties des chaînes Chevrolet. Quelques moteurs ont, néanmoins, été vendus à des écuries de course. Très rares, aussi, sont les versions équipées de moteurs L-88 (culasse aluminium). La puissance était équivalente au ZL-1. Quatre-vingts exemplaires du modèle L-88 sont sortis des chaînes en 1968, et 116 en 1969, dernière année de cette version moteur.
Certains sites, comme C3registry.com, recensent les Corvette C3.

## Corvette C4 (1984-1996)
La production de la génération C4 débute en 1984 (il n'y a pas eu de production en 1983, seulement des prototypes), avec le moteur L83 de la 1982 (205 ch) et injection appelée « cross-fire ». Le moteur à injection électronique L98 Tuned Port Injection (TPI) apparaît en 1985. Cette génération sera produite jusqu'en 1990 avec cette motorisation et verra plusieurs innovations et modèles très recherchés : par exemple la Pace Car de 1986, la ZR-1 de 1990, la 1988 35e anniversaire toute blanche (y compris les roues). En 1993, on pouvait commander sa corvette avec l'option Z25 (40th anniversary) qui comprend une couleur ruby red metalic, intérieur cuir bordeaux avec logo « 40th » brodé sur les appuie-têtes et les emblèmes chromés ainsi que le logo « 40th » sur les ailes. En 1996 sort la Grand Sport en versions coupé et cabriolet (produite à seulement 1 000 exemplaires au total, 810 coupés et 190 cabriolets).

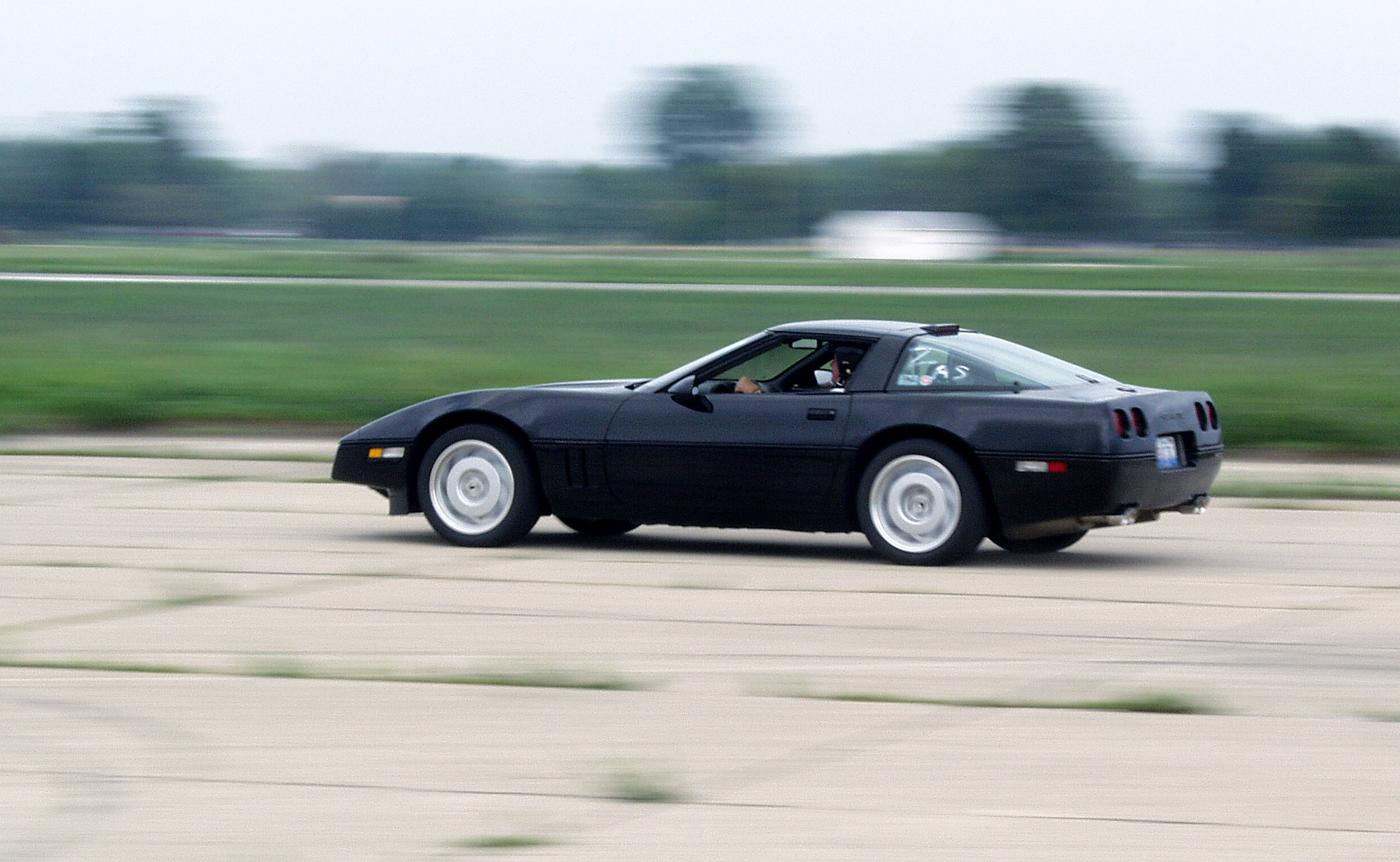
ZR1
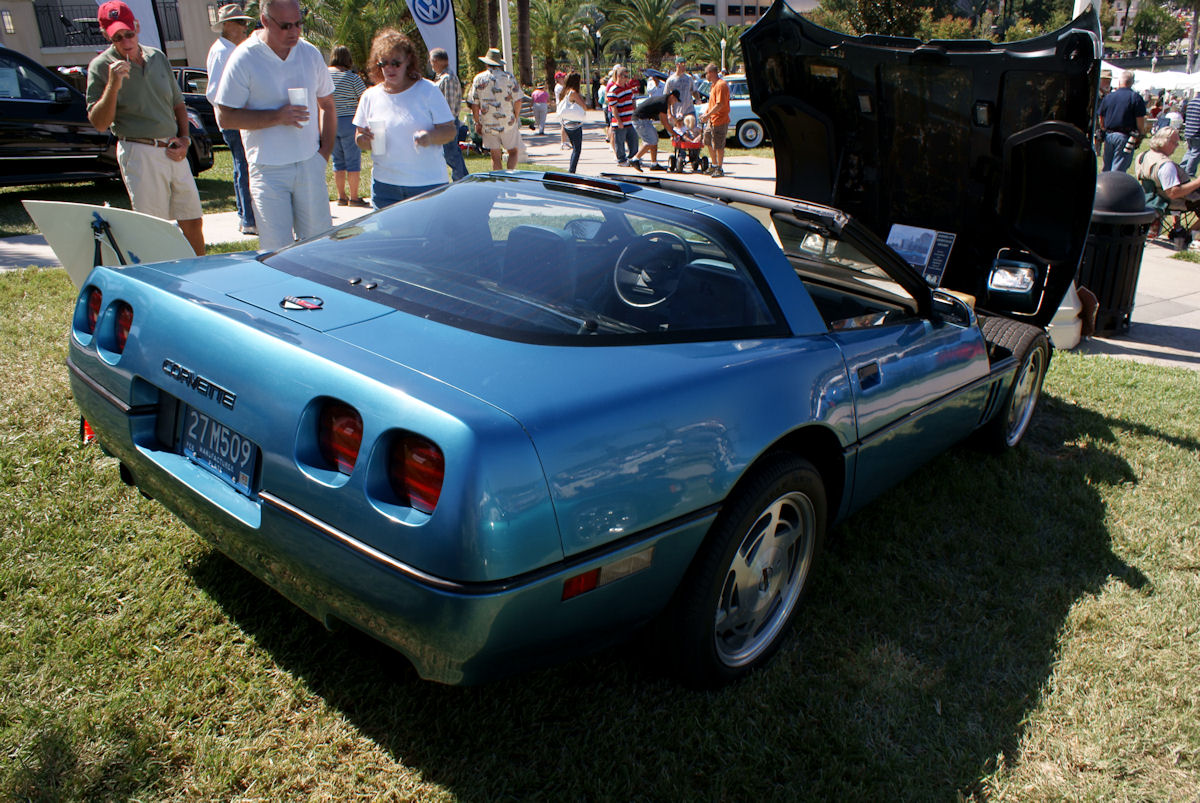
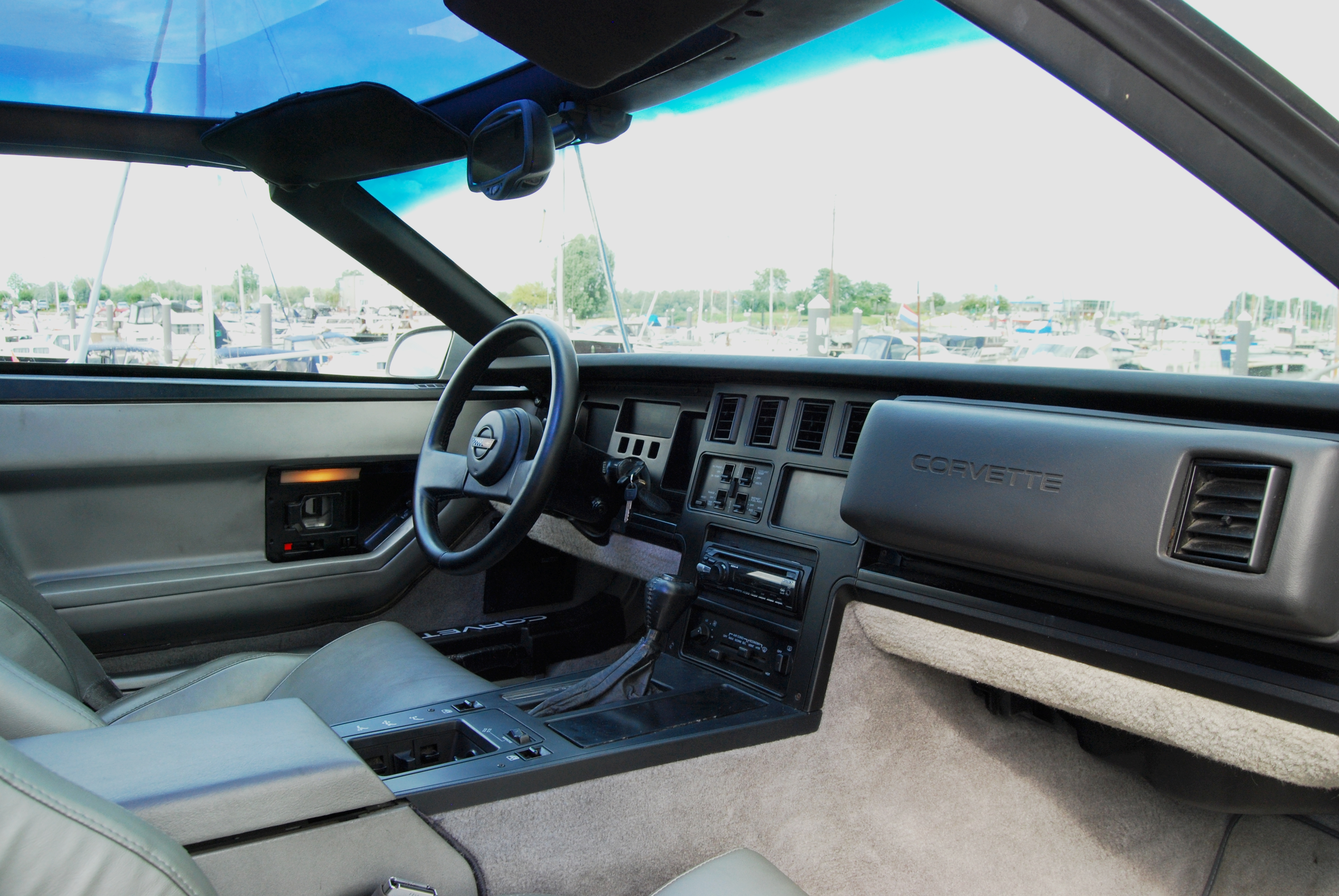

La puissance est passée de 205 ch (1984) à 245 ch (1991). En 1992, c'est le retour de la Corvette LT1 propulsée par un V8 de 5,7 L à 300 ch couplé à une boîte de vitesses manuelle à six rapports ou automatique à quatre rapports.

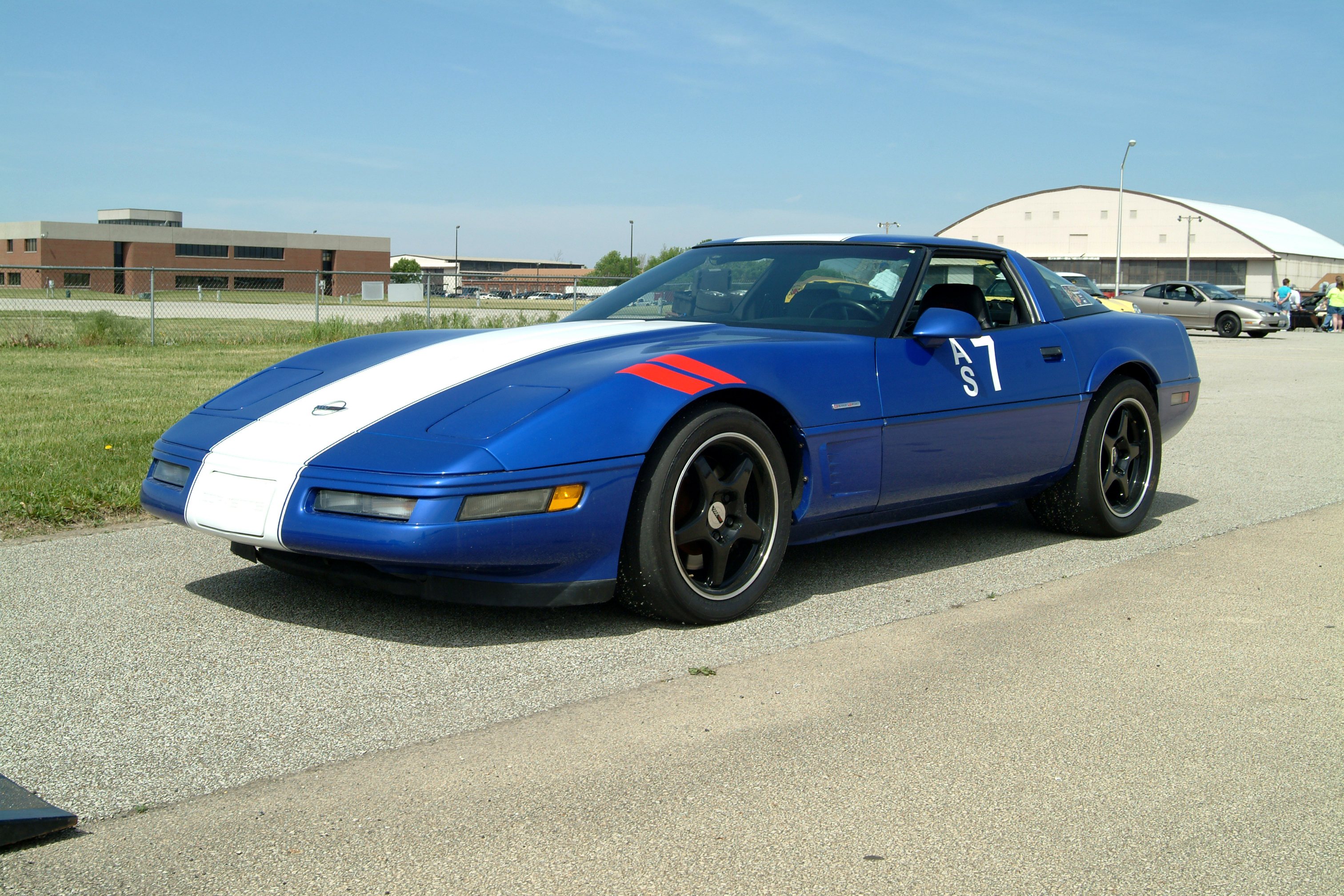
C4 Grand Sport.
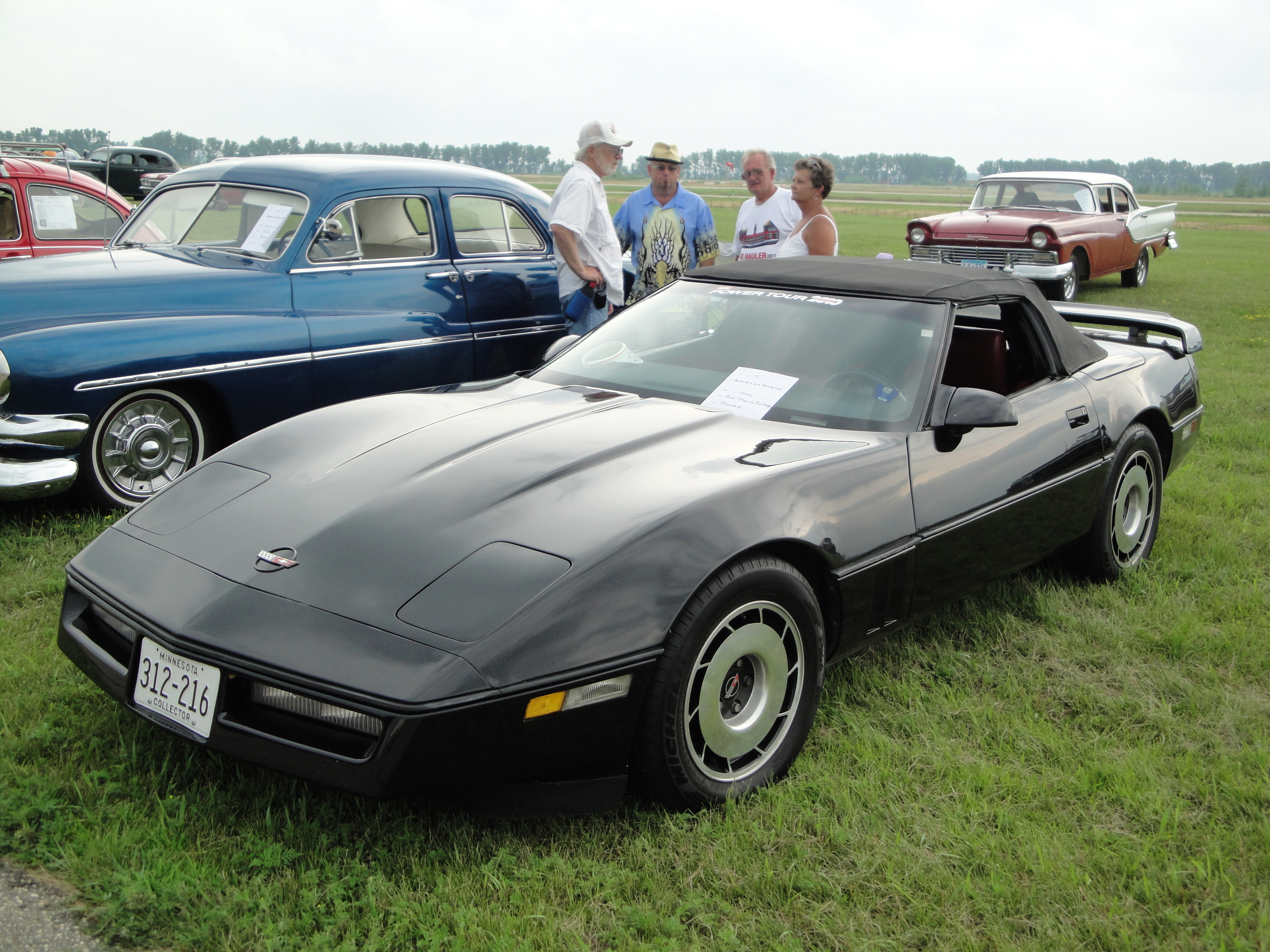
Cabriolet
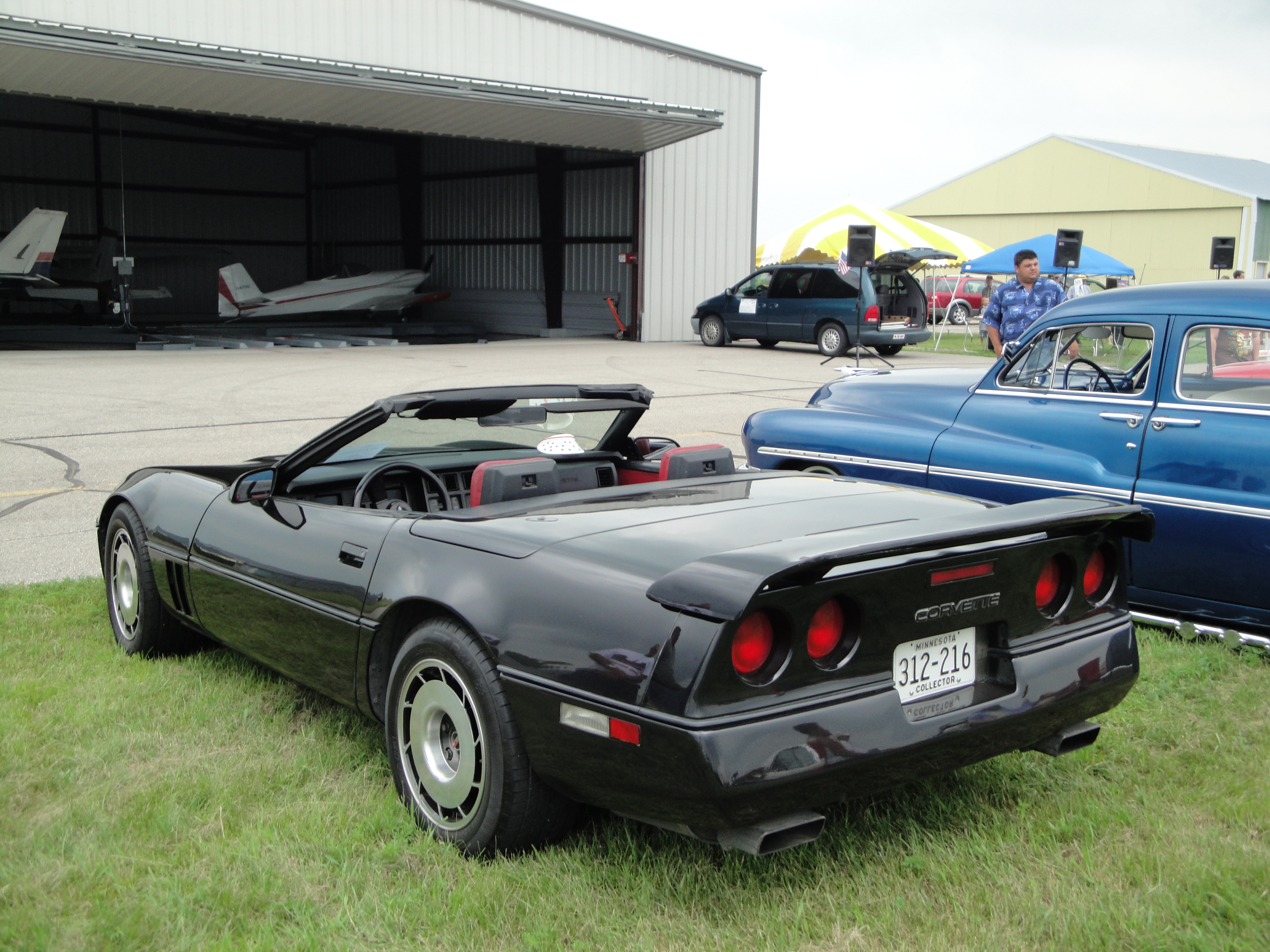

En 1996, la Corvette pouvait disposer en option d'un moteur LT4 développant 330 ch et disponible dans les versions avec boîte manuelle à six rapports : les Collector Edition et les Grand Sport. La version ZR-1 de 1990 à 1992 disposait d'un moteur 32 soupapes de 375 ch conçu par Lotus et fabriqué par Mercury Marine, premier et unique moteur de corvette avec double arbre à cames en tête et entièrement en aluminium. De 1993 à 1995 exclusivement, la puissance sera portée à 405 ch. La production totale de cette génération est de quelque 330 000 exemplaires.

## Corvette C5 (1997-2004)
Cette 5e génération de Corvette est innovante à plusieurs titres. Elle inaugure notamment un bloc moteur entièrement nouveau, le LS1. Ce V8 de 5,7 L, entièrement en alliage, est moderne malgré une architecture plutôt conservatrice, avec son arbre à cames central à basculeurs et deux soupapes par cylindre. Par rapport à son prédécesseur, le LT1, ce bloc accepte notamment de meilleures montées en régime (jusqu'à 6 200 tr/min contre 5 800).
Performances :

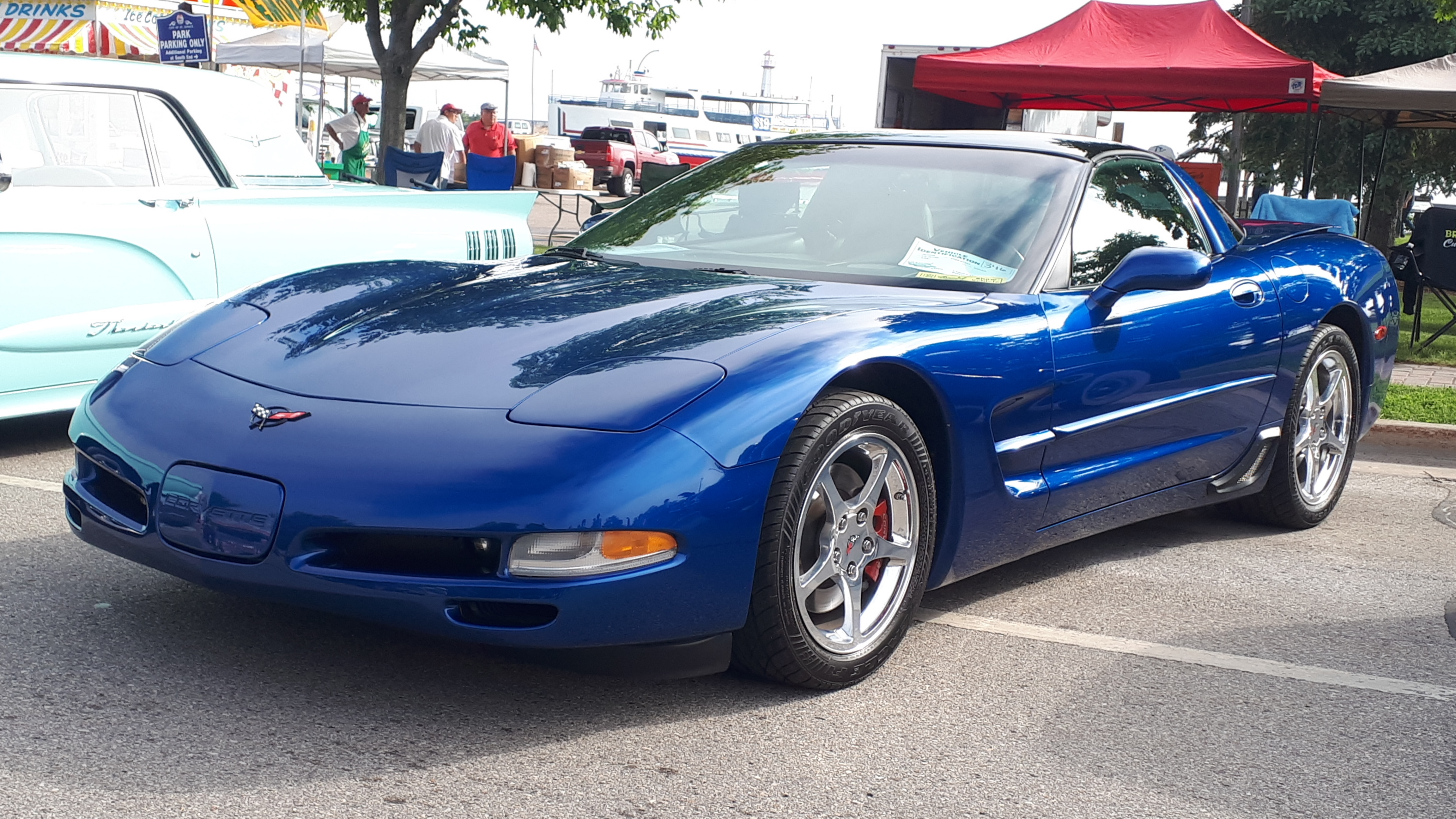
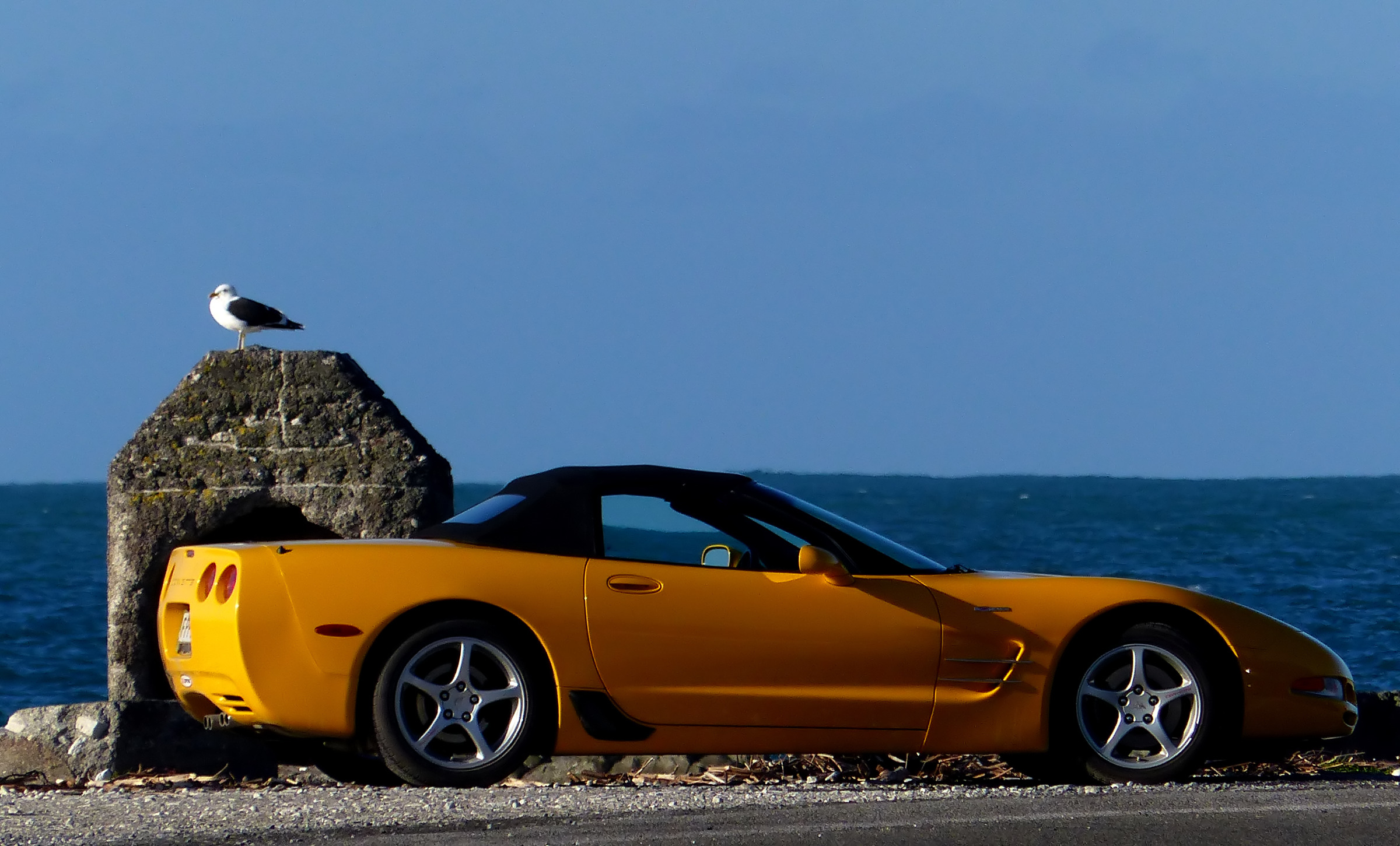
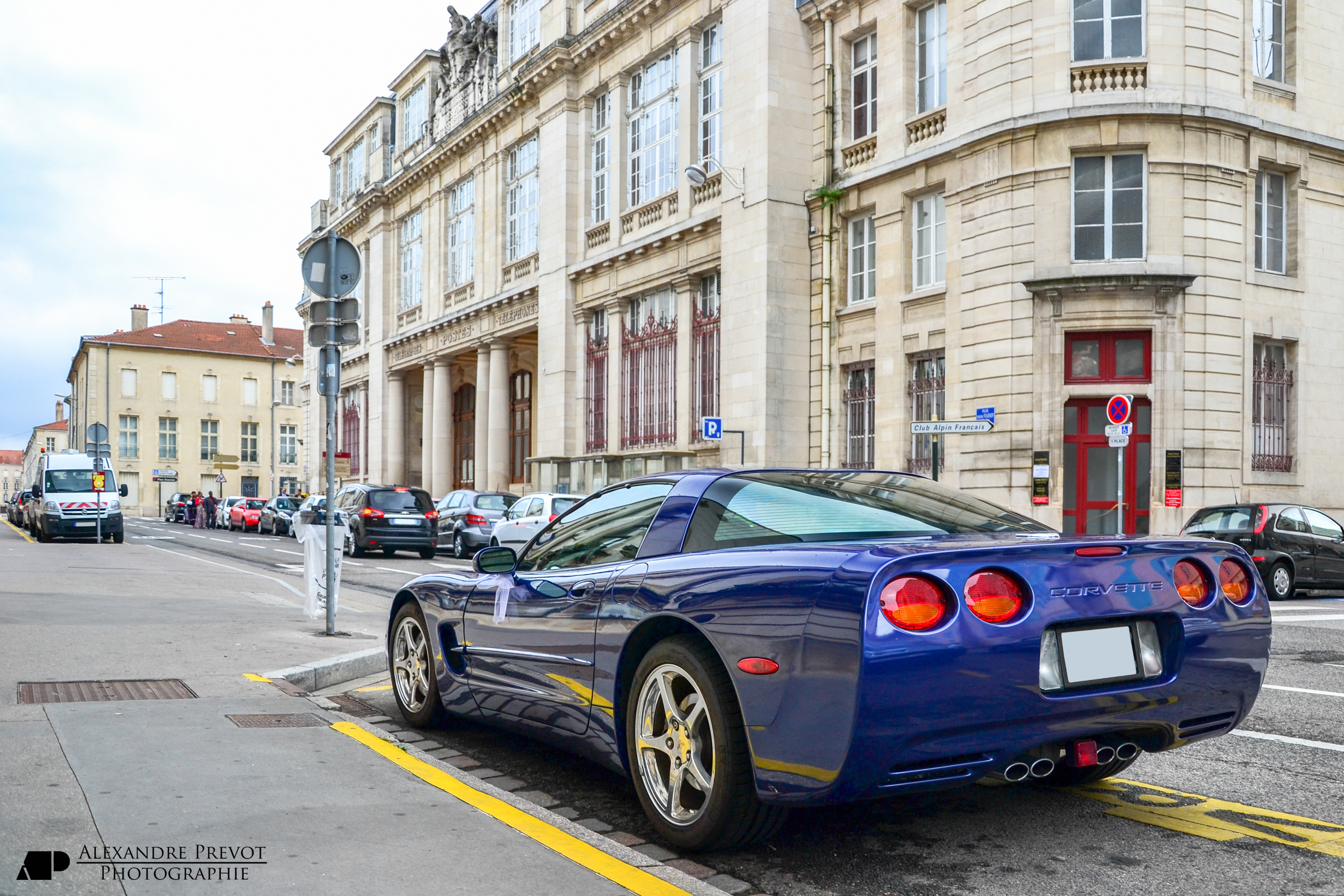

- Vitesse maximum : 272 à 285 km/h (C5 ou Z06)
- 400 mètres DA : 13,7 secondes
- 1 000 mètres DA : 24,4 secondes
- 0 à 100 km/h : 4,8 secondes
- Consommation selon normes (urbaine/route/mixte) aux 100 km : 19,8 / 9,2 / 13,1 litres
- Consommation réelle en cycle mixte : environ 10 l/100 km

Degré de finition unique (Standard et Pack sur coupé depuis fin 1999), la direction assistée asservie à la vitesse est montée en série. Options pour un comportement plus sportif : boîte manuelle six vitesses RPO NM6 et le package sport RPO Z51, comprenant radiateur d'huile de direction, suspension à lames de ressort plus grosses ainsi que barre antiroulis de plus gros diamètre et freins plus puissants.

### Évolutions
| Année | Modifications |
| ----- | --- |
| 1997  | Apparition du modèle C5, avec le tout nouveau moteur LS1 ; seule une version targa (hardtop) est disponible Pas d'ESP mais seulement un ASR |
| 1998  | Apparition de la version cabriolet Version Indianapolis 500 Pace Car Replica Option ESP (appelé Active Handling System) |
| 2000  | Nouvelles jantes alu |
| 2001  | Apparition du modèle Z06 (coupé, moteur LS6 de 385 ch, suspensions spécifiques FE4, etc.) Apparition d'un nouvel ESP (appelé Second-Generation Active Handling System), à présent proposé de série + 5 ch (350 ch)                                                |
| 2002  | + 20 ch (405 ch) pour la Z06 |
| 2003  | Série spéciale 50e Anniversaire Apparition de l'option F55 Magnetic Selective Ride Control Suspension qui remplace très avantageusement l'option F45 Selective Ride Control Suspension                                                                            |
| 2004  | Édition commémorative 24 Heures du Mans |
| 2005  | Pour distinguer la C5 de la C6 récent, Chevrolet a utilisé le nom "Corvette Classic" d'étendre la production de C5 exclusivement pour les clients de la flotte une des sociétés de location. Seulement 25 unités ont été construites pendant la course 2005-2007. |

### Évolution Z06
Apparue fin 2001, cette évolution de la C5 se distingue par son moteur LS6, dérivé du LS1. Bien que la cylindrée reste identique (5,7 L), le LS6 est optimisé et délivre 385 ch, soit une augmentation de plus de 15 % qui permet à la Z06 d'approcher les 300 km/h.

### En compétition
Des Chevrolet Corvette C5-R sont inscrites en American Le Mans Series (ALMS) et aux 24 Heures du Mans. Il y en avait également, notamment, à la British Cup GT et NGT.

## Corvette C6 (2005-2013)

### Présentation
La C6, 6e génération de la Corvette, est lancée en 2005. Elle est plus étroite et nettement plus courte (-12 cm) que la C5, en dépit de l'allongement de son empattement, bénéfique pour le comportement routier, qui constituait déjà un point fort de la C5. Son architecture est profondément remaniée. Elle est disponible en version coupé et cabriolet.

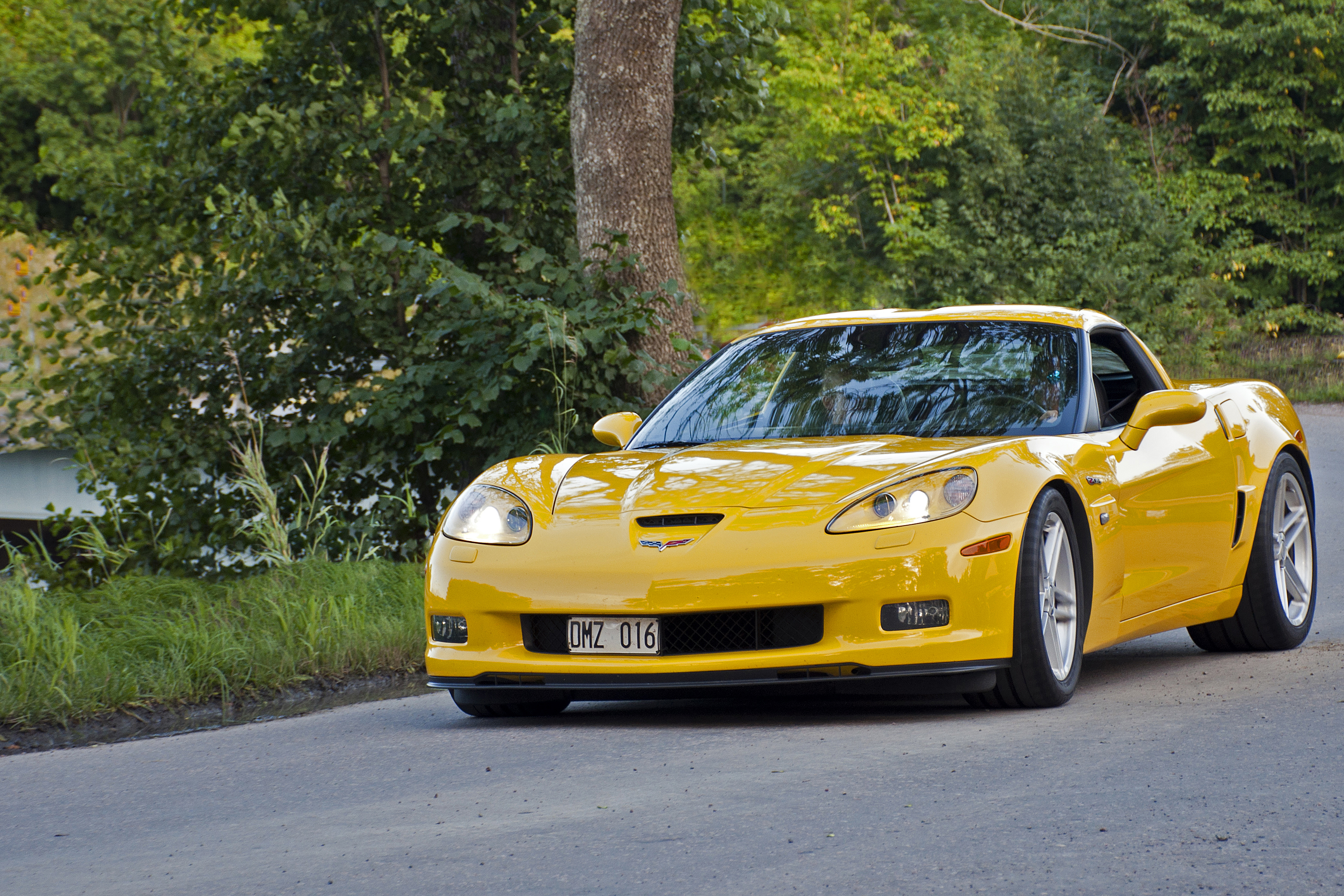
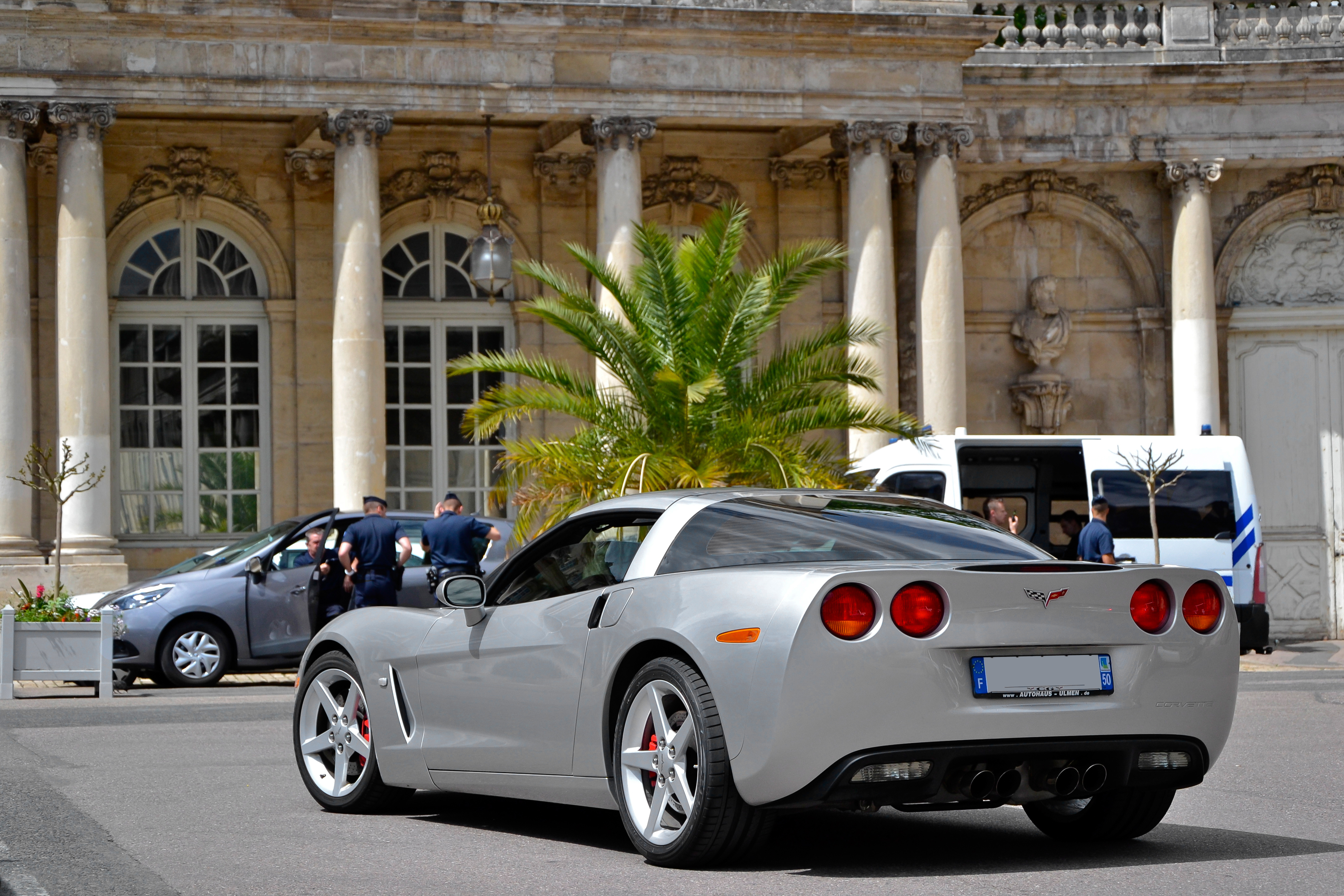
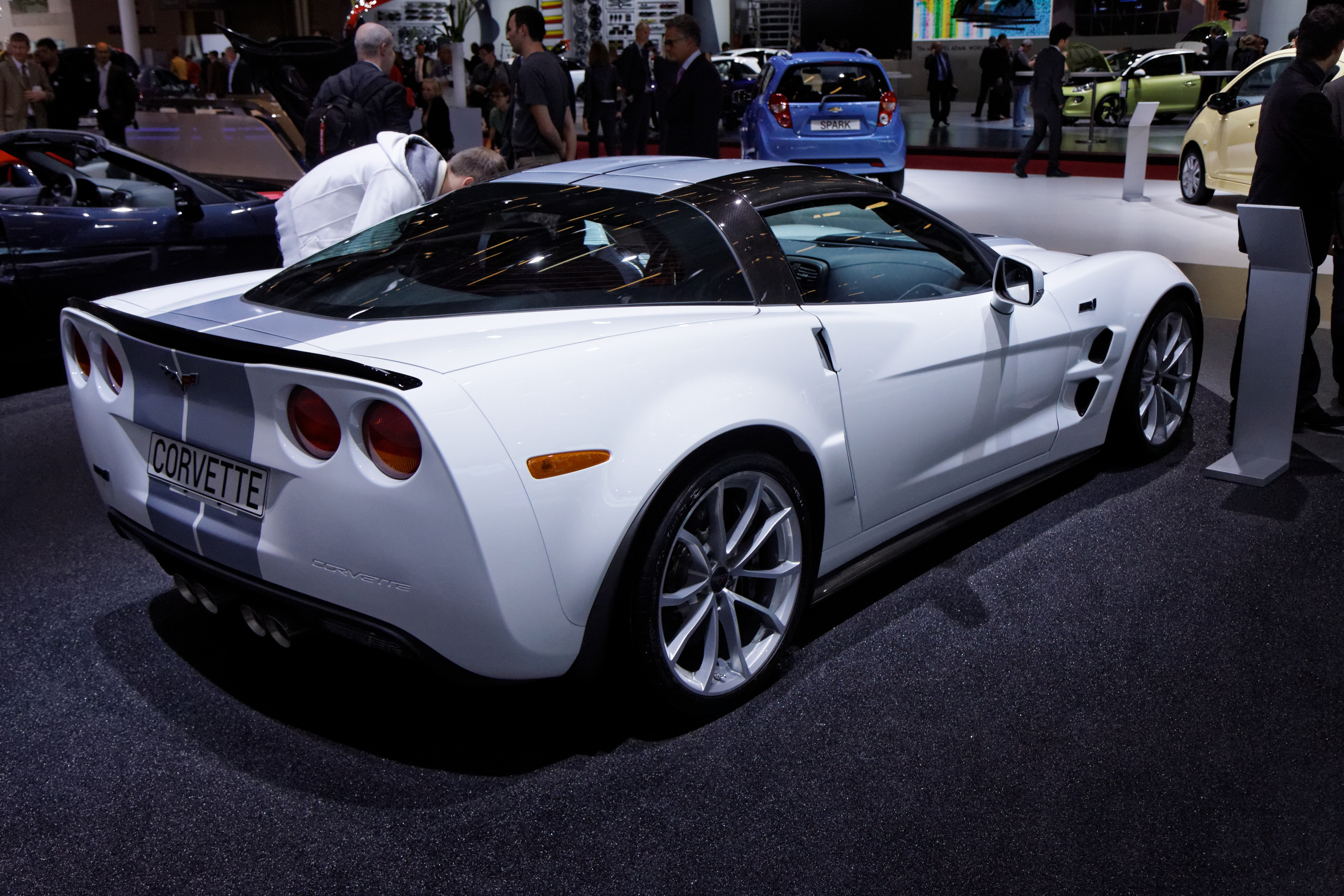

À l'avant, les phares ne sont plus escamotables, mais l'arrière conserve la poupe tronquée avec les quatre gros feux ronds. Le plancher est un « sandwich » composé d'une épaisseur de balsa prise entre deux couches de fibre de verre. Le grand changement est que la voiture ne porte plus le préfixe Chevrolet, Corvette étant maintenant une marque à part entière dans le groupe General Motors à l'extérieur de l'Amérique du Nord.
Au niveau de la pollution au dioxyde de carbone, toutes ces versions sont classées en catégorie G, sur une échelle de A à G. Elles rejettent de 290 à 314 g de dioxyde de carbone/km.

### Versions

#### Modèle de base
La Corvette « standard » dans cette génération C6 est équipée du traditionnel moteur V8 à l'avant, répondant au nom de code LS2 et dont la cylindrée affiche désormais 6 litres, contre 5,7 litres pour le bloc LS1 de la précédente C5. Disponible en coupé ou en cabriolet, la C6 dispose d'une puissance de 404 ch et d'un couple de 546 N m. Dès le lancement, elle est disponible avec une boîte manuelle à six rapports, soit en option de l'unité automatique à quatre rapports, puis six dès 2007 avec le dispositif Tap Shift qui permet de passer les vitesses à partir du volant. La boîte de vitesses de la C6 est annexée au pont arrière, améliorant ipso facto l'équilibre des masses.
Une évolution moteur apparaît début 2008. Le V8 prend alors le nom de LS3 et voit sa cylindrée passer de 6 litres à 6,2 litres par augmentation du seul alésage, une évolution lui permettant de développer 437 ch et 586 N m de couple. L'esthétique de cette LS3 change très peu, puisque seules les jantes adoptent un nouveau design.

#### C6 Z06
Par rapport aux versions « standard » de la C6, la Z06 se distingue essentiellement par son moteur ; celui-ci, dénommé LS7, voit sa cylindrée passer à un peu plus de 7 litres, lui permettant de développer une puissance de 505 ch (512 ch métriques) à 6 300 tr/min – soit une augmentation de plus de 25 % – et 657 N m de couple à 4 800 tr/min. La boîte de vitesses n'est disponible qu'en version manuelle sur ce modèle.
Ce gain de puissance permet à la Z06 d'atteindre, selon le constructeur, 320 km/h en pointe. Les accélérations sont également en hausse, avec un 0 à 100 en 3,9 s et le kilomètre départ arrêté en 22,1 s, un niveau de performance équivalent à celui d'une Ferrari F430. Afin de réduire le poids au maximum, et ainsi accroître les performances, son châssis a été construit intégralement en aluminium à l'identique de celui de la C6 qui, lui, est en acier, et plusieurs éléments de carrosserie sont en fibre de carbone ou en magnésium, comme le toit. C'est la première fois qu'un constructeur automobile développe deux voitures d'apparence quasi identique mais de conception châssis totalement différente. Afin de garantir la rigidité de ce châssis en aluminium, la Z06 ne propose pas de toit « targa ».
La Z06 constitue, selon le guide d'achat du magazine Sport Auto, « l'un des meilleurs rapports prix/prestations du marché ».

#### C6 ZR1
Commercialisée début 2009, la ZR1 est une version « ultime » de la C6. Contrairement aux autres déclinaisons de la C6, son V8 reçoit un système de suralimentation. Avec une cylindrée de 6 162 cm3 et un compresseur Eaton, cette version du V8 (nom de code LS9) développe désormais 647 ch à 6 500 tr/min, avec un couple de 819 N m à 3 800 tr/min, elle ne met que 3,5 secondes pour passer de 0 à 100 km/h.

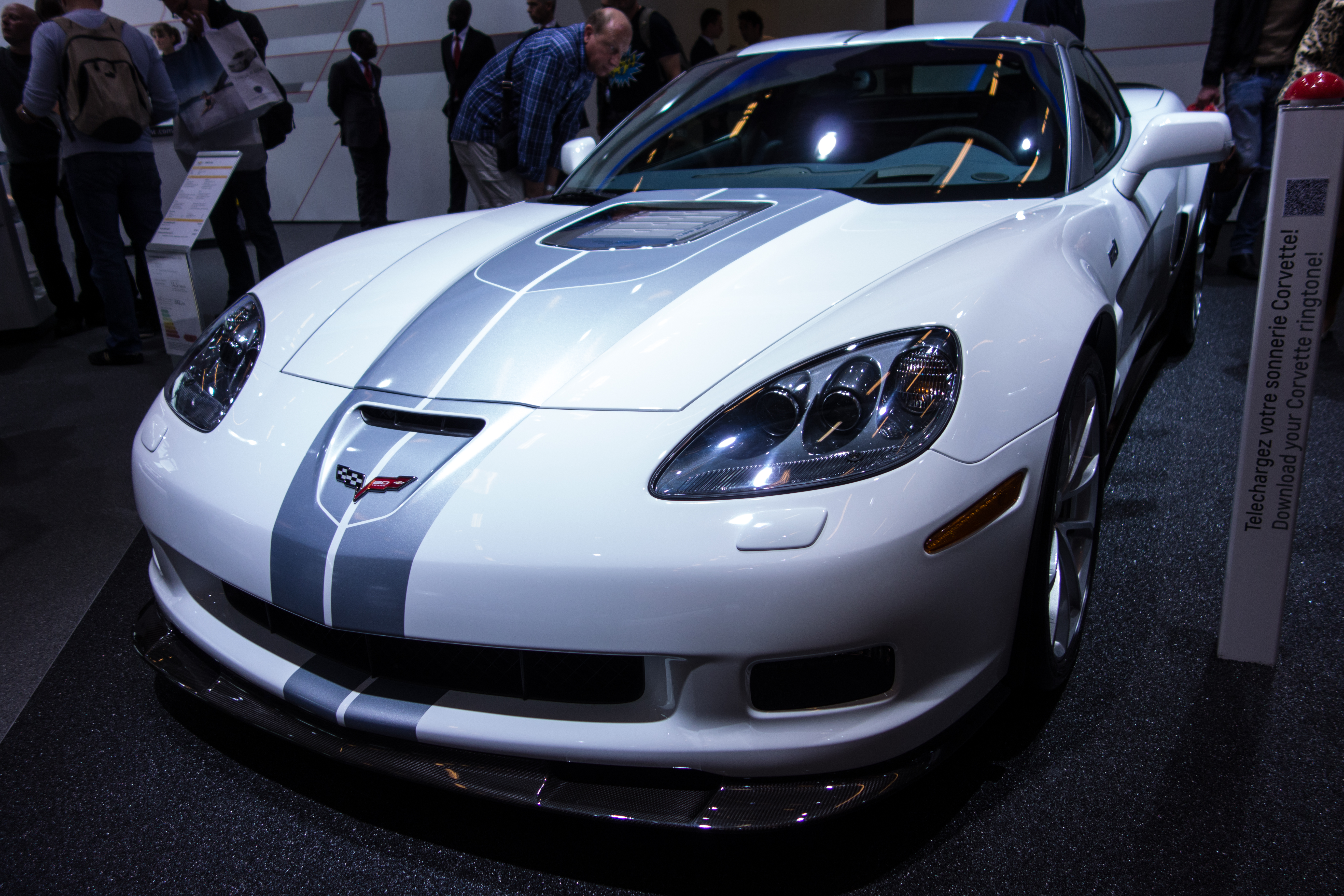
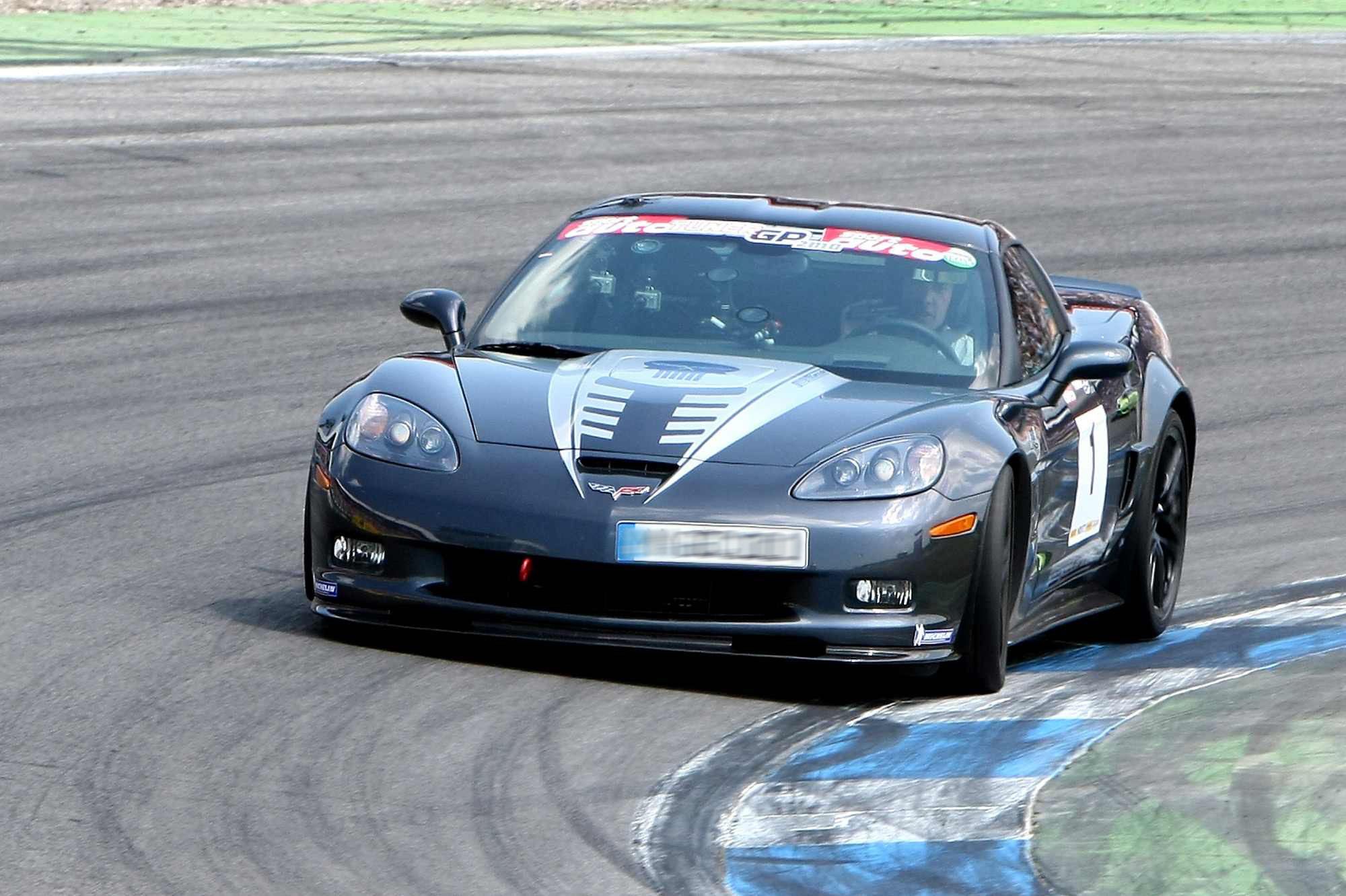
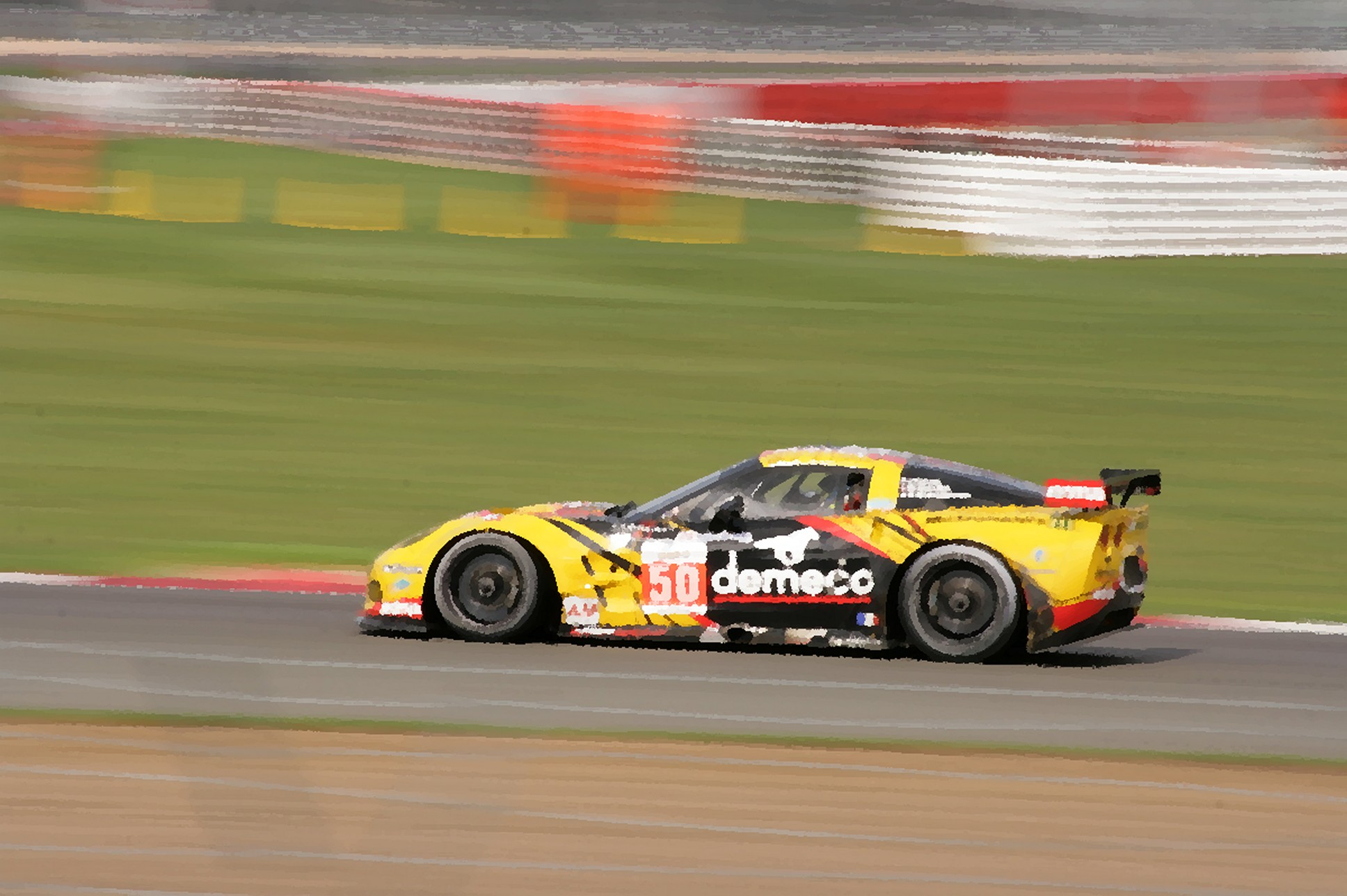
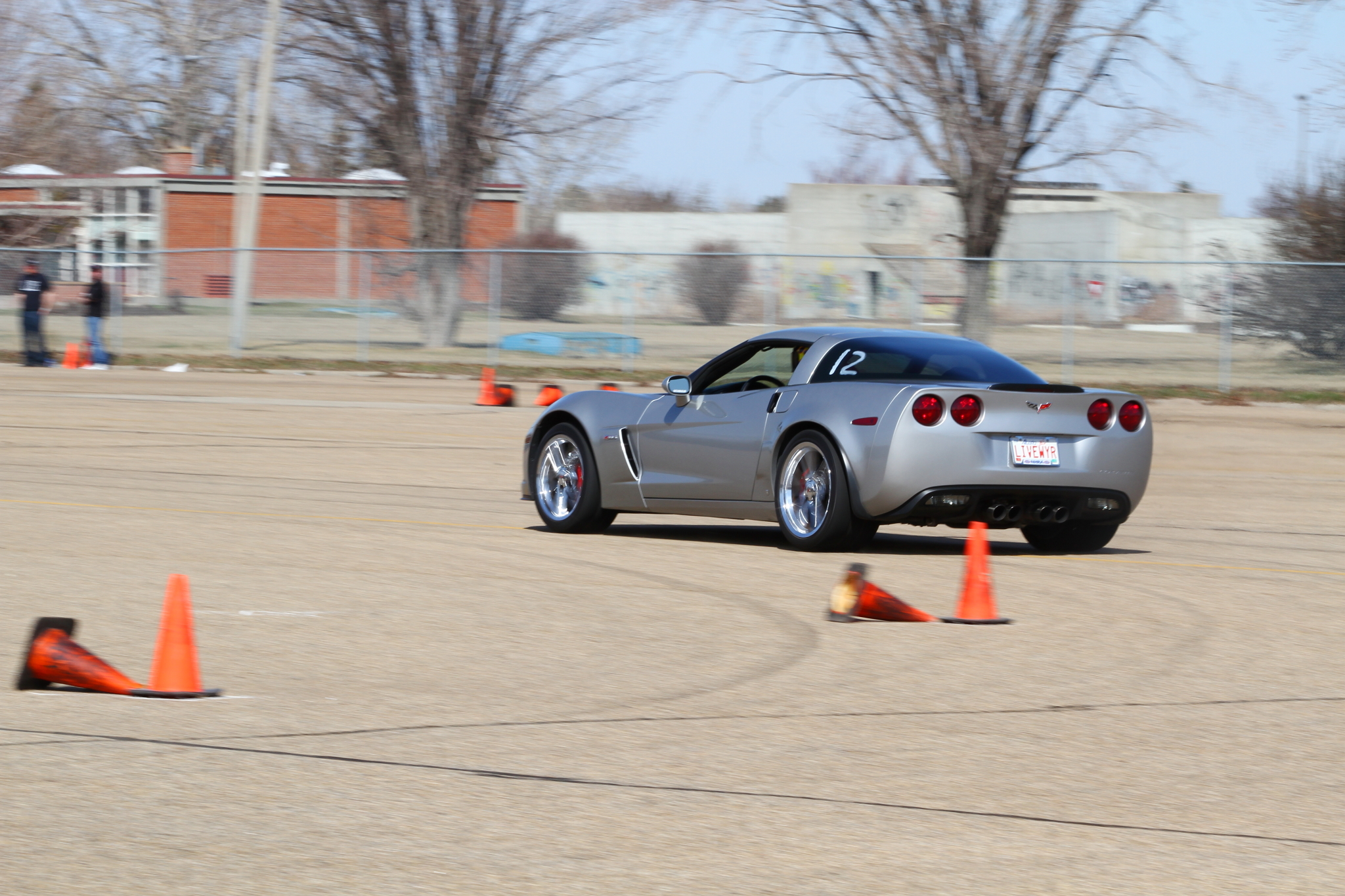
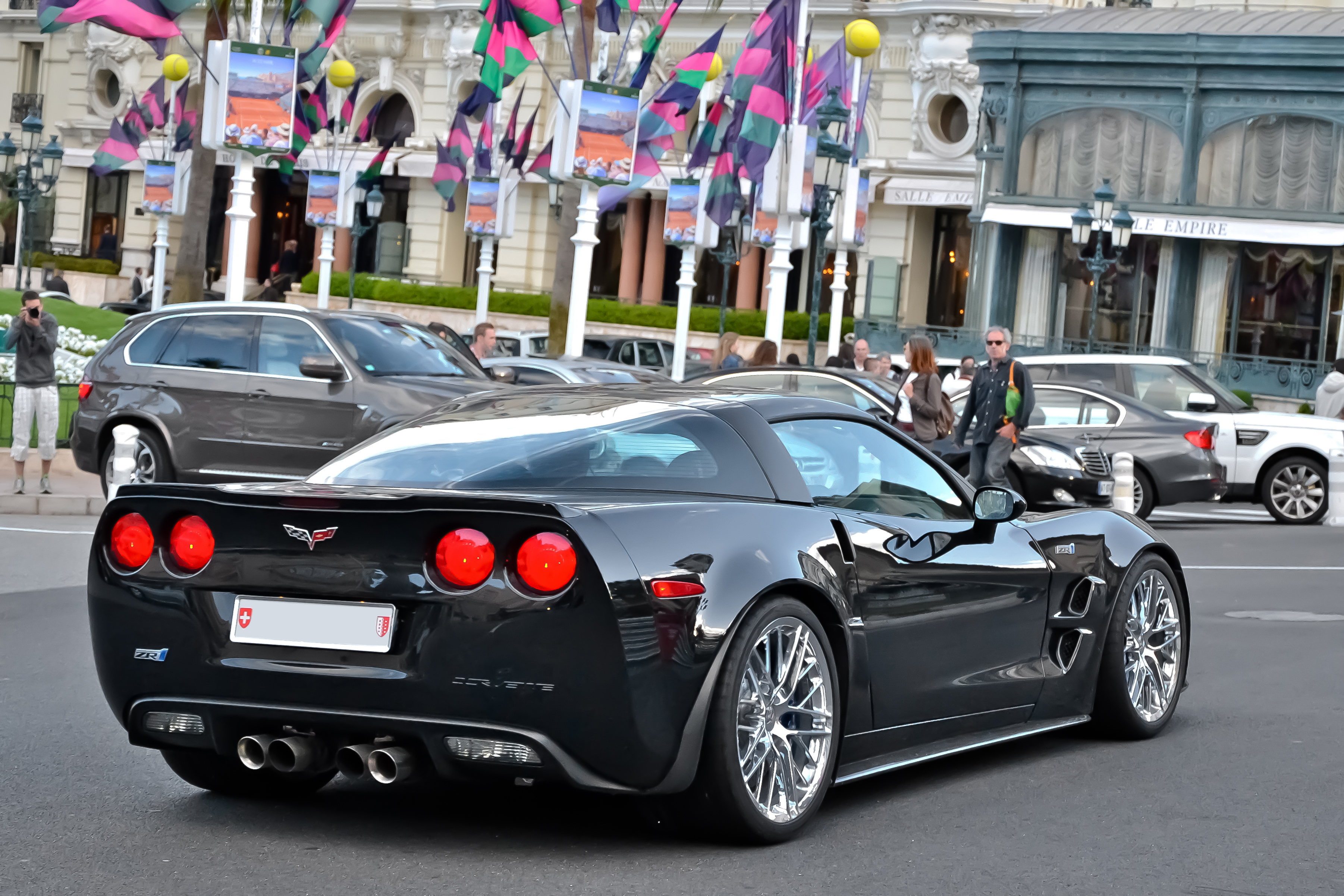

Lors de sa présentation, la C6 ZR1 a particulièrement impressionné par la révélation de ses performances sur circuit. Elle a notamment signé, en 2008, un temps record de 7 min 26 s 4 sur la célèbre boucle nord du Nürburgring, la Nordschleife. Elle dispose de nombreuses innovations techniques : nouvelle gestion du système de suspension Magnetic Ride Control, adoption de freins en carbone/céramique, commande de boîte plus rapide, etc..

#### C6 Grand Sport
Commercialisée depuis 2010, la C6 Grand Sport se décline en deux modèles, coupé et cabriolet. Elle est disponible en boîte manuelle ou automatique robotisée à six vitesses. Son moteur de 6 162 cm3 développant 437 ch à 5 900 tr/min et 575 N m à 4 600 tr/min, lui permet d’atteindre le 0 à 100 km/h en 4,5 secondes en boîte manuelle. La vitesse maximale annoncée est de 330 km/h.

## Corvette C7 (2014-2019)
Le premier exemplaire de la Corvette C7 Stingray a été vendu aux enchères le 19 janvier 2013.
Une des attractions majeures du salon de Détroit 2013, la Corvette C7 Stingray, est exposée lors de la vente aux enchères Barrett-Jackson. Le premier exemplaire est vendu au profit d'une université de Détroit, le College for Creative Studies. La Corvette septième du nom en est l'une des grandes nouveautés. Toujours dotée du V8 de 6,2 L mais cette fois avec injection directe et 466 ch, elle change de design par rapport aux modèles précédents.

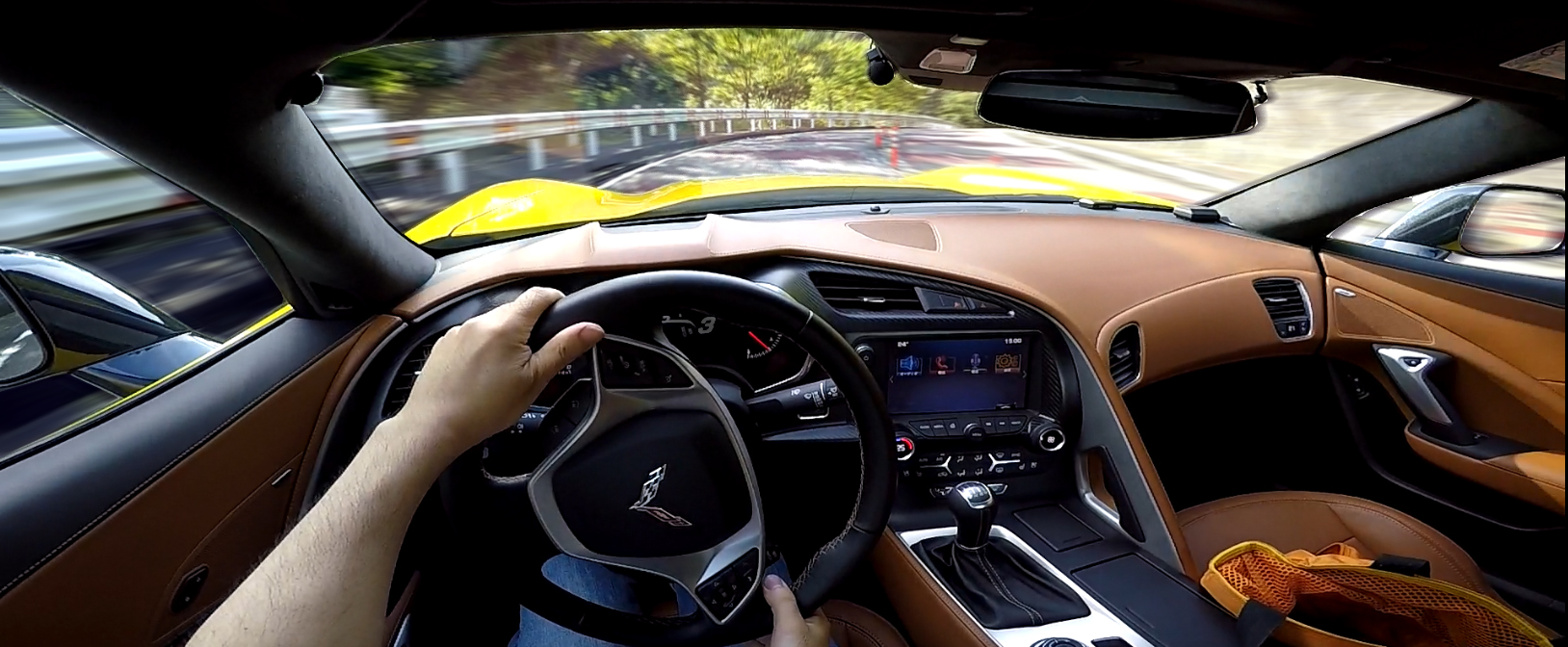
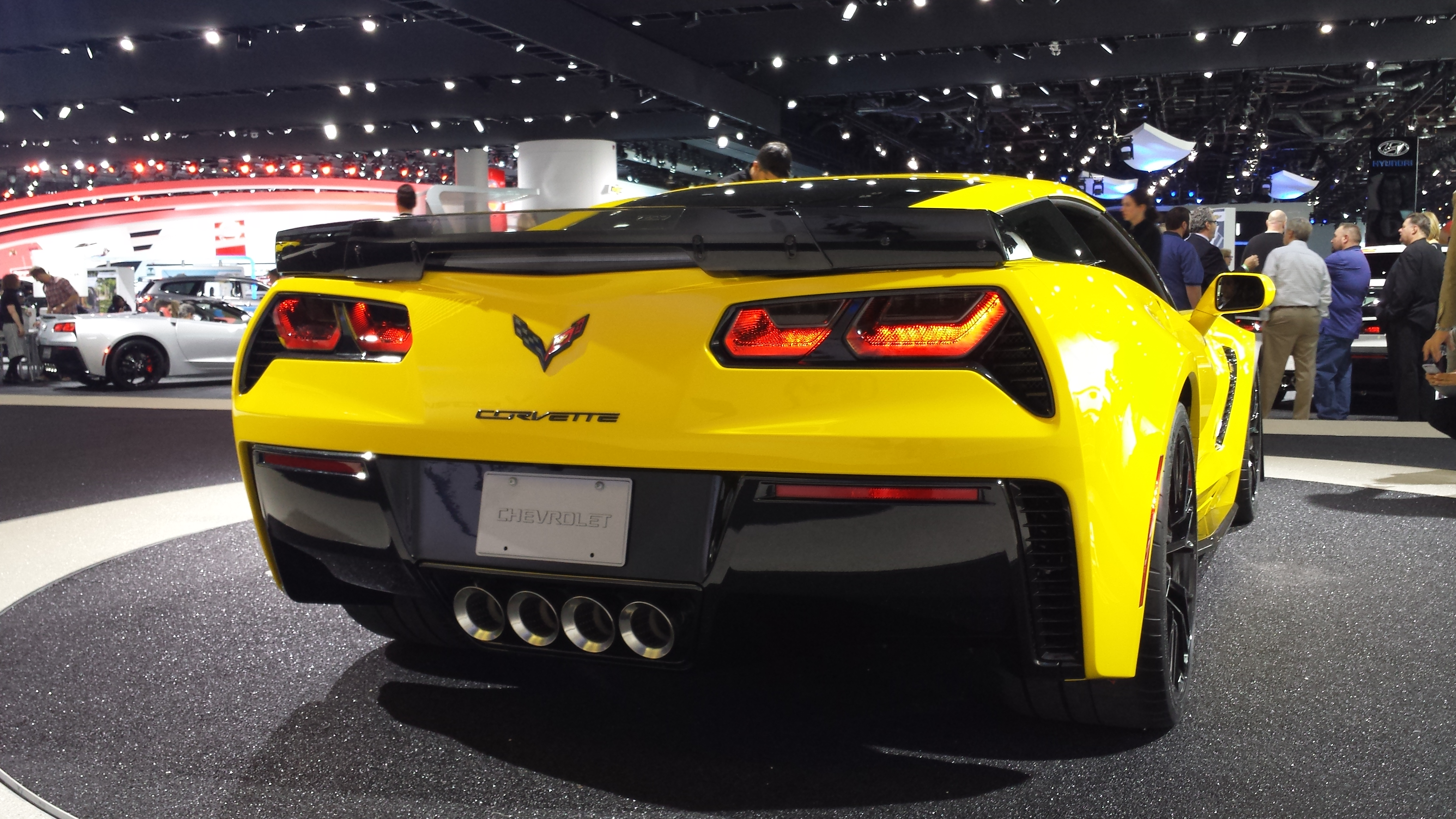

La déclinaison Z06, forte d'un nouveau moteur V8 6,2 L auquel il a été adjoint un compresseur et qui a été dénommé LT4, est quant à elle dévoilée au salon de Détroit 2014. Les chiffres annoncés sont de 659 ch, 881 N m, et une vitesse de pointe de 331 km/h. Une version avec un pack performance Z07 offre des freins Brembo et des appendices aérodynamique.

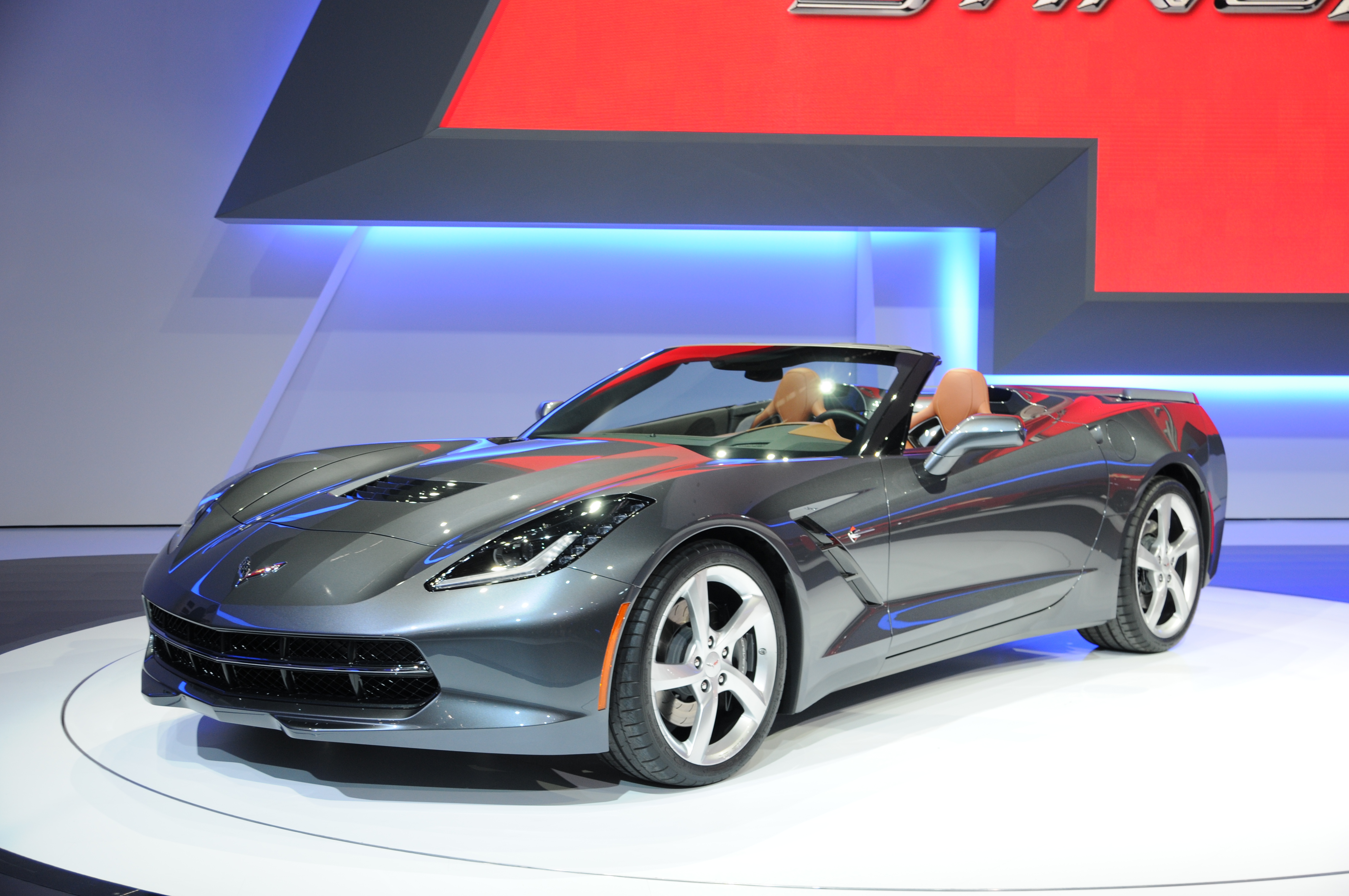
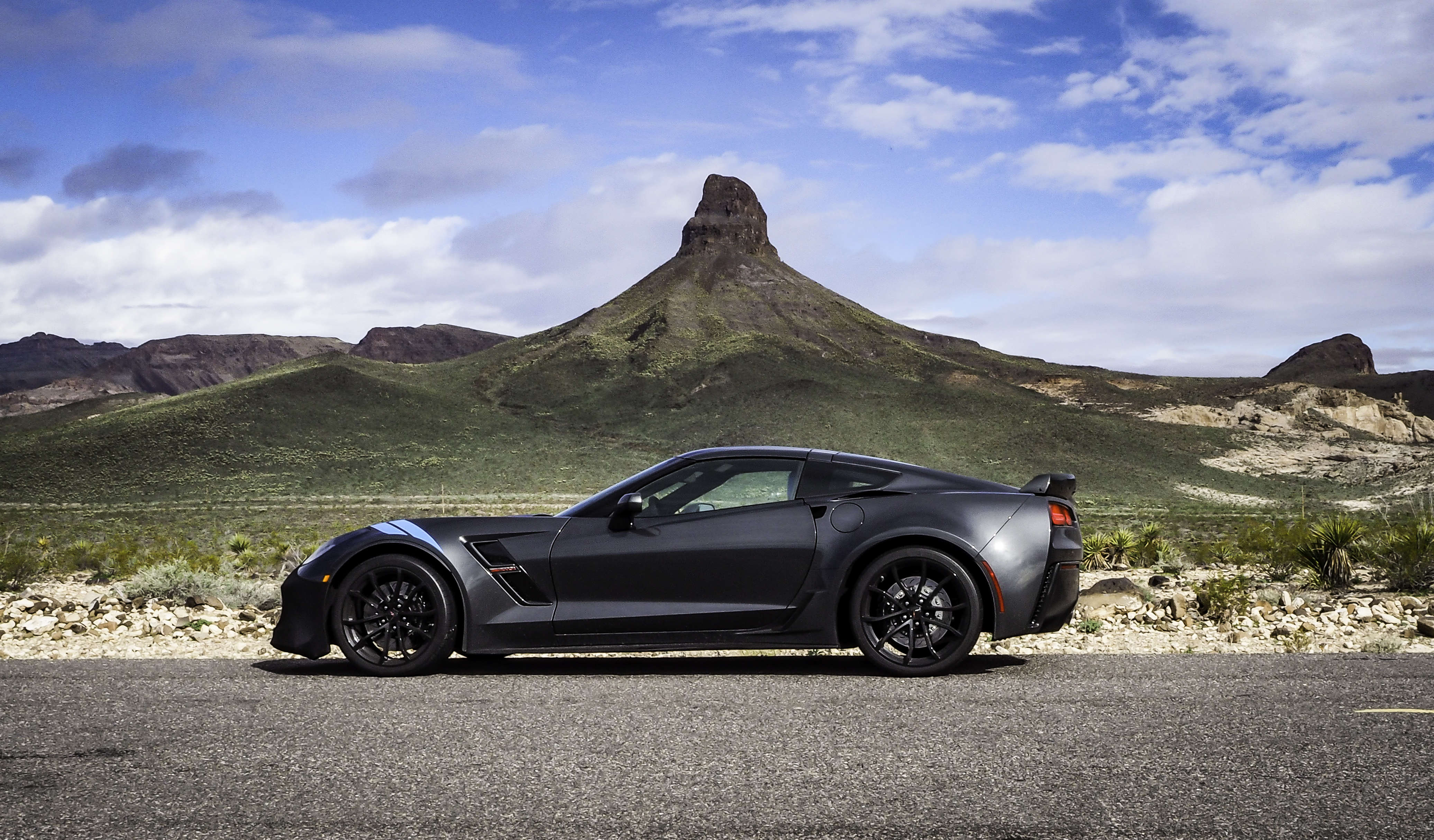
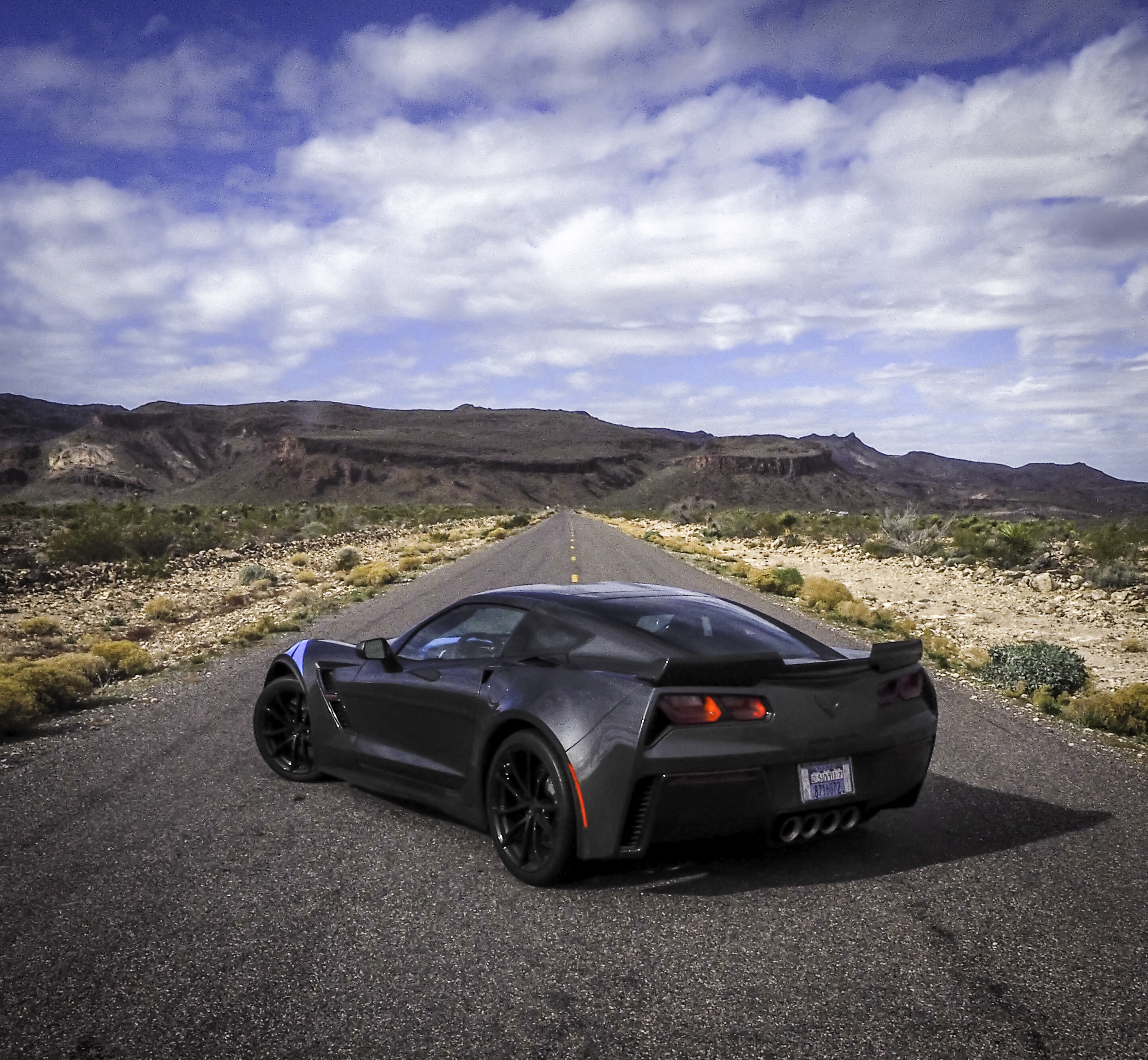

Au salon de Genève 2016, Chevrolet dévoile une Corvette Grand Sport. Elle possède un moteur développant 466 chevaux associé à une boîte manuelle à sept rapports ou une boîte automatique à huit rapports. Ensuite, c'est le tour de la Corvette R Edition avec ses 500 exemplaires.
La Corvette C7 ZR1 est présentée au salon de Détroit 2017. Sous le capot, le V8 de 6,2 L à compresseur culmine à 755 chevaux. La face avant a été retravaillée et l’arrière accueille un aileron aussi monstrueux que le bruit du moteur. La ZR1 est disponible avec une boîte manuelle à 7 vitesses et une boîte automatique à 8 vitesses.

## Corvette C8 (2019-)
La 8e génération de Chevrolet Corvette est présentée le 18 juillet 2019 et produite en fin d'année 2019 aux États-Unis, et commercialisée au tarif de 60 000 $.

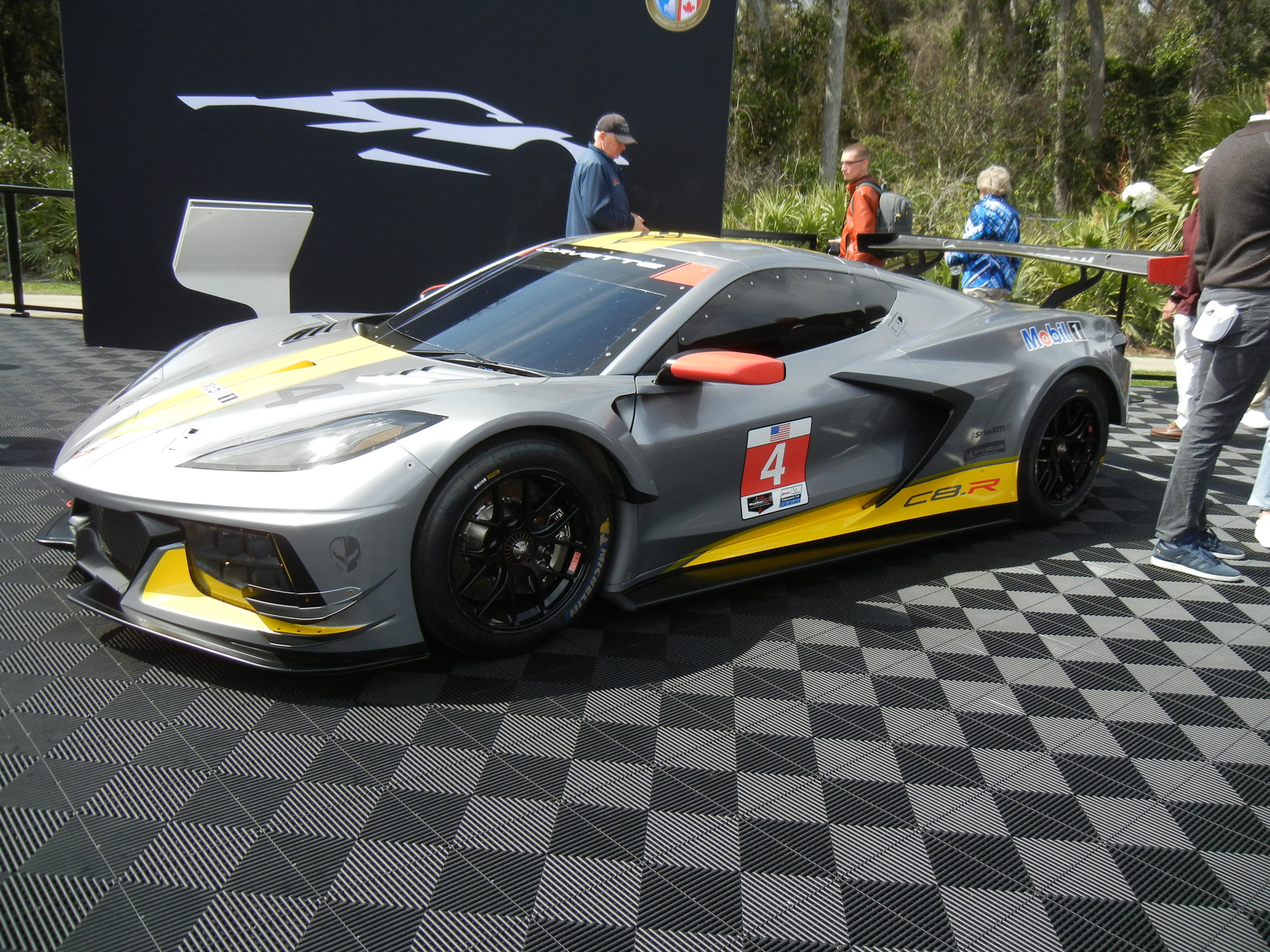
Chevrolet Corvette C8.R
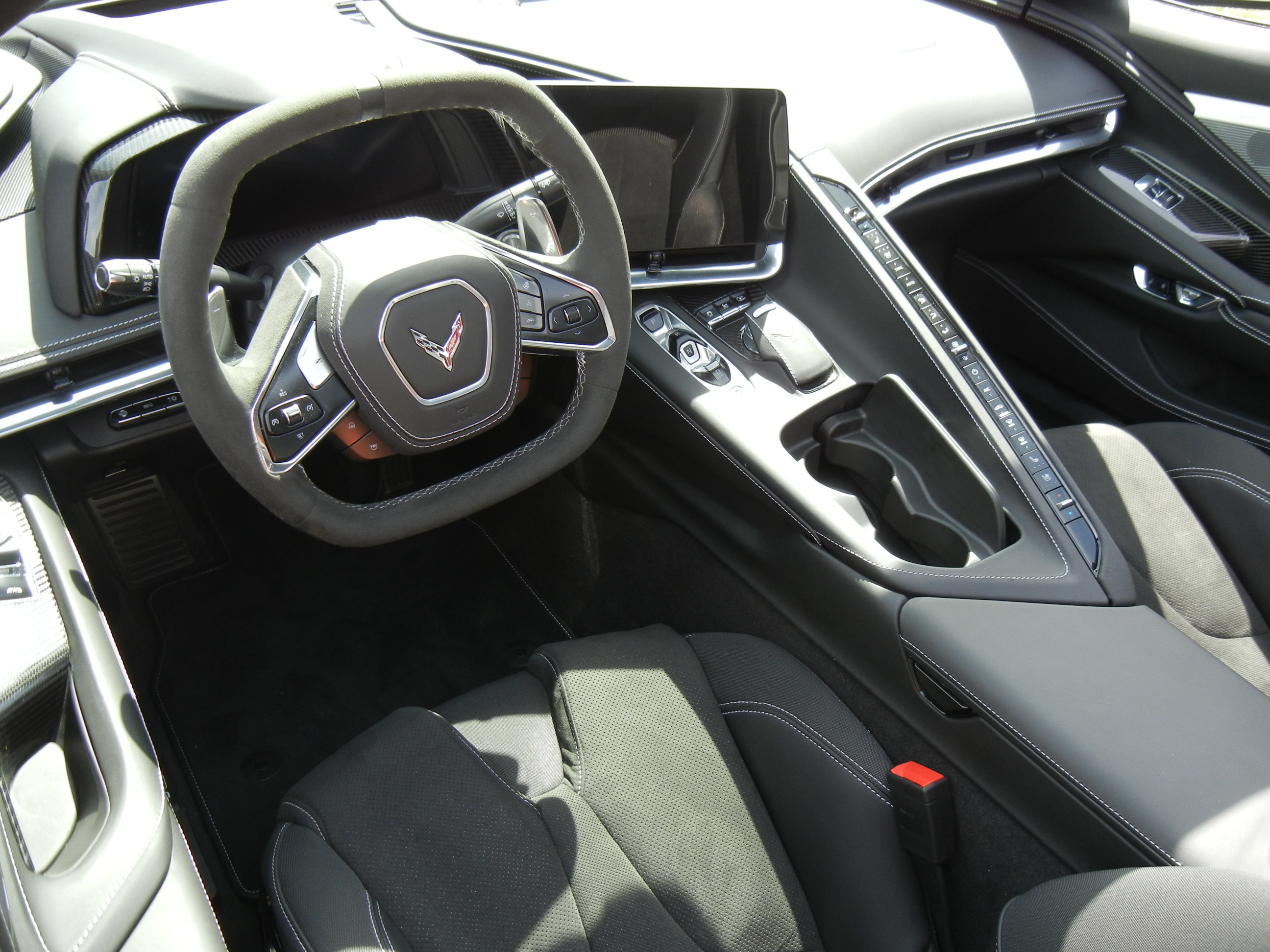
Interieur

### Caractéristiques techniques
Le panneau de toit est amovible (Targa) et il existe, en option, un pack Z51 « hautes performances », et la suspension peut être magnétique.

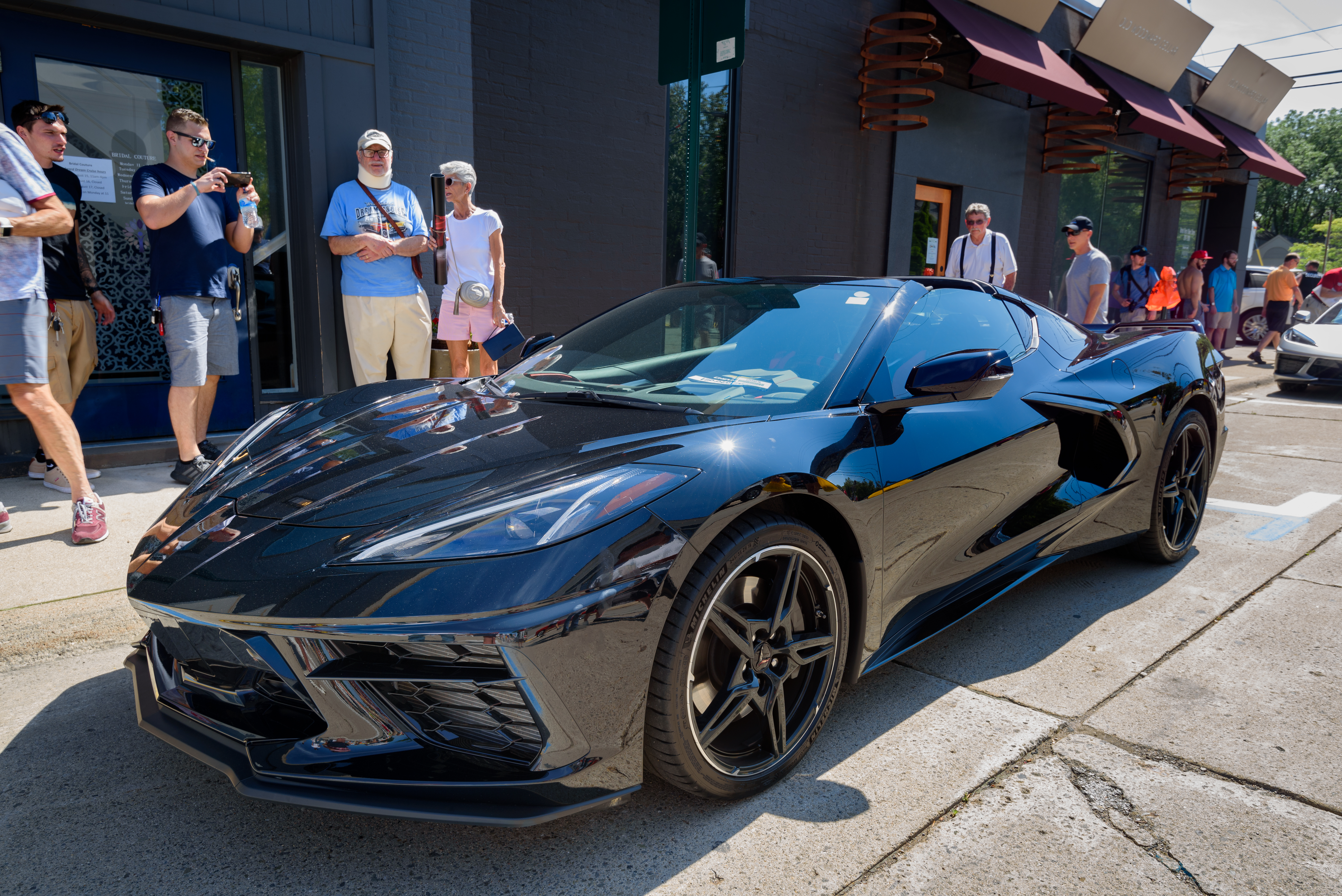
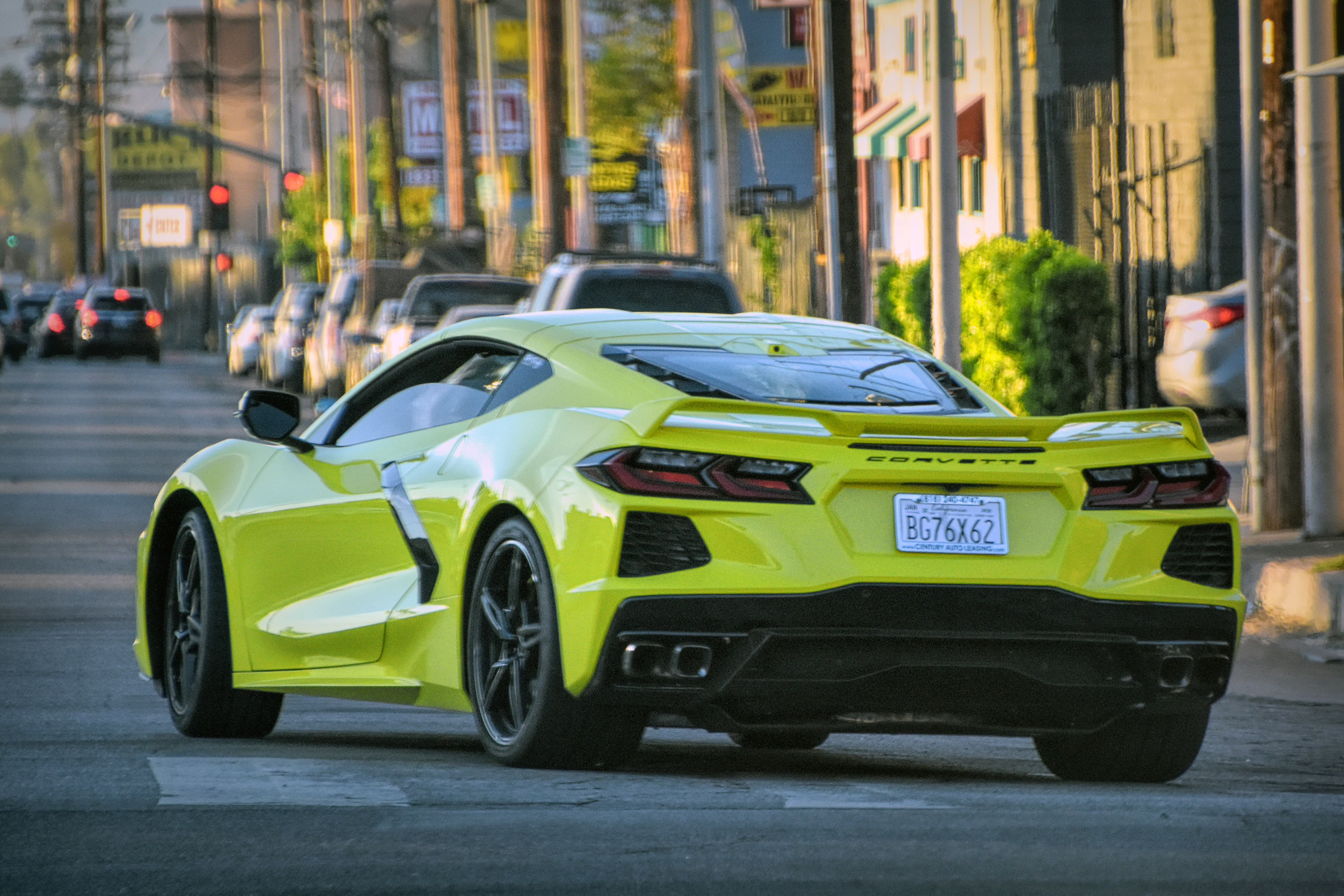
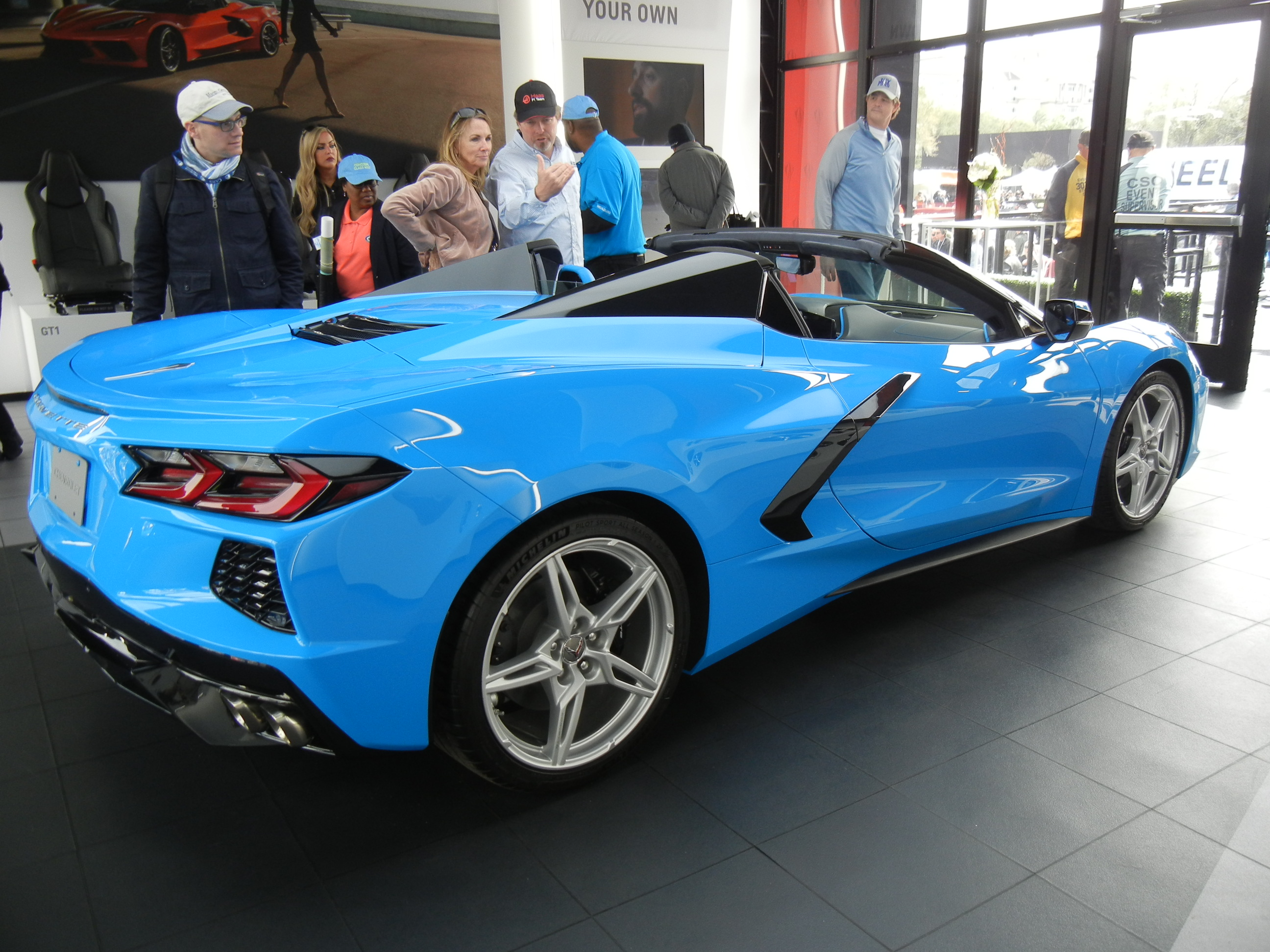
Cabriolet

#### Motorisation
Elle est la première Corvette à disposer d'un moteur en position centrale arrière, à l'image des sportives européennes. Le design de la nouvelle C8 est aussi totalement revisité. On ne retrouve plus le long capot caractéristique des modèles précédents, mais la partie arrière est légèrement plus allongée pour faire place au moteur V8 associé à la boîte à double embrayage à 8 rapports.

## Corvette E-Ray (2023-)
En avril 2022, le constructeur annonce un nouveau chapitre avec le développement d'une version hybride de sa Chevrolet Corvette.
Elle est présentée le 17 janvier 2023.  Ce véhicule dispose d'un V8 essence de 6.2 litres (502 ch) en position centrale arrière et d'un moteur électrique de 120 kW (soit 163 ch). Cette Corvette hybride n'est pas rechargeable, mais dispose d'une batterie de 1,9 kWh, se trouvant entre les sièges et se rechargeant « à la décélération ou au freinage, et même pendant la conduite normale ». Elle a une puissance cumulée de 664 chevaux pour 637 Nm de couple et atteint le 0 à 100 en 2,5 secondes,.
Deux versions seront disponibles, un coupé de 1 712 kg et un cabriolet de 1 749 kg.

## Cinéma
La corvette, voiture de sports iconique de l'Amérique des années 1950 et 1960 apparaît, dans de nombreux films hollywoodiens. L'un des premiers est Kiss Me Deadly (En quatrième vitesse en VF), un « thriller » de 1955, tiré d'un roman de Mickey Spillane. Le héros du film, Mike Hammer, un détective privé porté sur l'action violente, se procure une Corvette 1re génération après que des tueurs lancés à ses trousses ont détruit sa précédente monture, une Jaguar XK120, dans une tentative d'assassinat maquillée en accident de la route. Dans la série L'Agence tous risques, la voiture personnelle de Futé est une Corvette C4 blanche et rouge. Dans Fast and Furious 8 on peut voir Michelle Rodríguez conduire une Corvette C2 rouge.
- 1955 : En quatrième vitesse, de Robert Aldrich. Corvette C1
- 1970 : L'Ours et la Poupée, de Michel Deville, Corvette C3 Stingray 69 argent conduite par Félicia (Brigitte Bardot).
- 1974 : La Grande Casse, de Henry Blight Halicki, Corvette C3 Stingray 69 Michelle, Corvette C3 Stingray 71 Jean.
- 1978 : Corvette Summer, Corvette Stingray C3 1973 carrosserie "tunnée", Corvette C3 1969 rouge, Corvette C3 1975 cabriolet gris.
- 1983-1987 : L'Agence tous risques, série américaine, Corvette C4 blanche et rouge (voiture personnelle de Futé[25]).
- 1984-1986 : Riptide, série américaine, Corvette C1 1960 cabriolet rouge (avec flammes sur les portières) appartenant aux deux héros.
- 1985-1987 : Stingray (série télévisée, 1986), série américaine, Corvette C2 Stingray 1965 noire.
- 1994 : Terminal Velocity, de Deran Sarafian, Corvette Stingray C3 1969 cabriolet rouge
- 1994 : True Lies, de James Cameron, Corvette C1 1959 blanche et rouge (voiture à vendre par Bill Paxton)
- 1995 : Apollo 13, de Ron Howard, Corvette C3 1970 rouge (voiture personnelle de James Lovell).
- 1998 : Rush Hour, de Brett Ratner, Corvette C3 cabriolet noir 1972 de James Carter (Chris Tucker)
- 2000 : 60 secondes chrono, de Dominic Sena, Corvette C1 1953 Pamela, Corvette C2 Stingray 1967 Stacey.
- 2002 : xXx, de Rob Cohen, Corvette C5 cabriolet rouge.
- 2009 : Star Trek, de J. J. Abrams, Corvette C2 1965 rouge conduite par Kirk adolescent.
- 2011 : Rhum express, de Bruce Robinson, avec Johnny Depp et Amber Heard, Corvette C1[26].
- 2011 : Fast and Furious 5, de Justin Lin, Corvette C2 Grand Sport Replica 1963 argent.
- 2013 : Le Dernier Rempart, de Kim Jee-woon, Corvette C6 ZR1 noire volée et conduite par Cortez, un chef de cartel de drogue.
- 2014 : Transformers : L'Âge de l'extinction, de Michael Bay, Corvette Stingray C7 2014 verte et noire (Autobots Crosshairs).
- 2014 : Captain America : Le Soldat de l'hiver, d'Anthony et Joe Russo[27], Corvette C7 Stingray noire 2014 conduite par la veuve noire.
- 2016-2021 : Lucifer, série américaine, Corvette C1 cabriolet noir 1962 appartenant au personnage principal.
- 2017 : Fast and Furious 8, de F. Gary Gray, Corvette C2 rouge conduite par Michelle Rodríguez.

## Musée

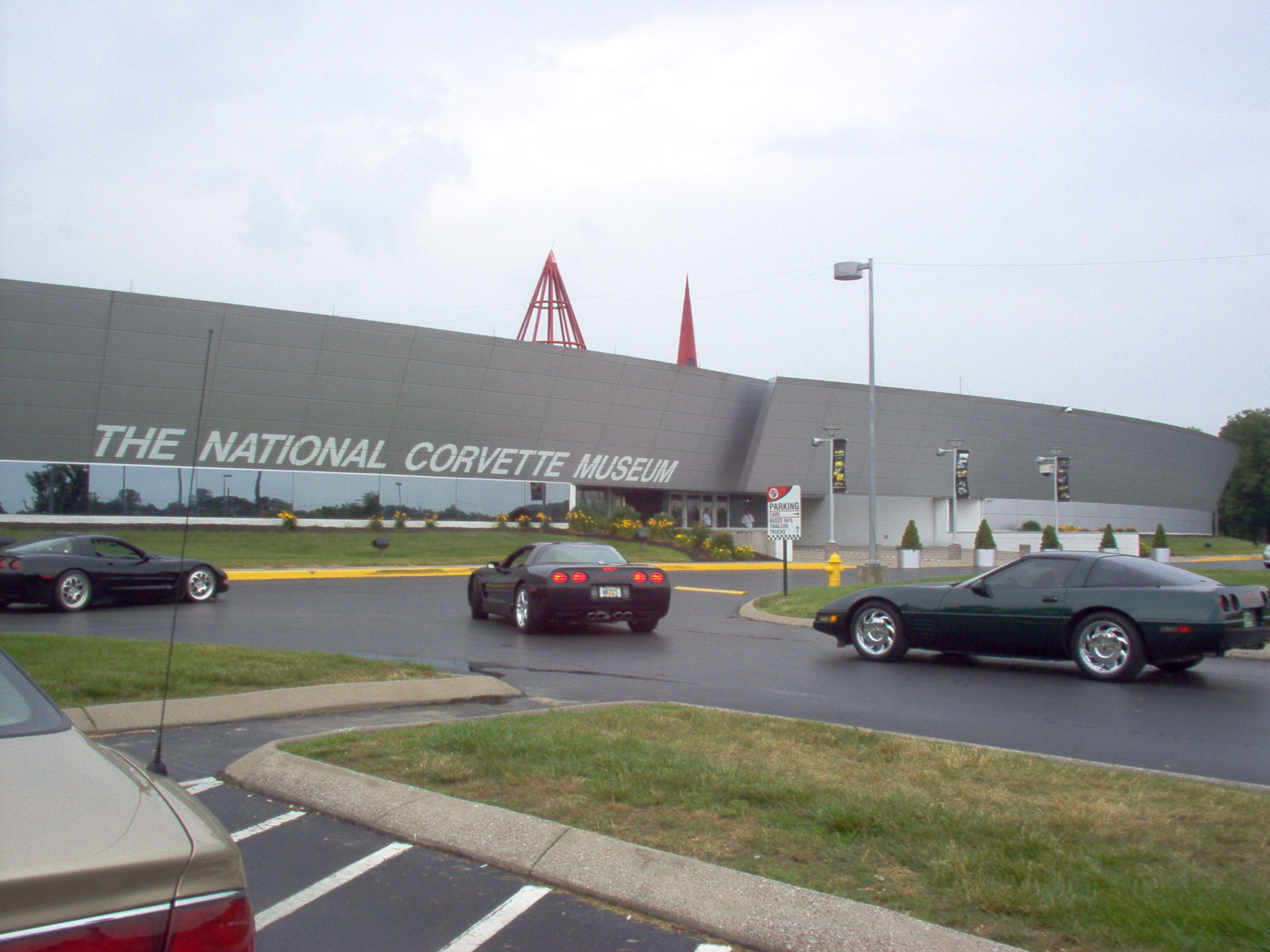
National Corvette Museum de Bowling Green dans le Kentucky

- National Corvette Museum de Bowling Green dans le Kentucky

## Publicité
Lors de la constitution de la première équipe d'astronautes destinés aux vols Mercury (les très médiatisés Mercury Seven), la General Motors s'offrit un coup publicitaire retentissant en offrant gratuitement à chacun des sept candidats aux vols spatiaux une Corvette dans sa définition la plus sportive, via un concessionnaire nommé Dean Rathmann, lui-même célèbre comme pilote de stock-car. (L'anecdote et les frasques automobiles de certains des astronautes sont racontées en détail dans le livre de Tom Wolfe, L'Étoffe des héros (The Right Stuff, en V.O.)